# Etnografia satului Racovița
Acest articol dezvoltă o secțiune Etnografia satului Racovița a articolului principal, comuna Racovița, Sibiu.

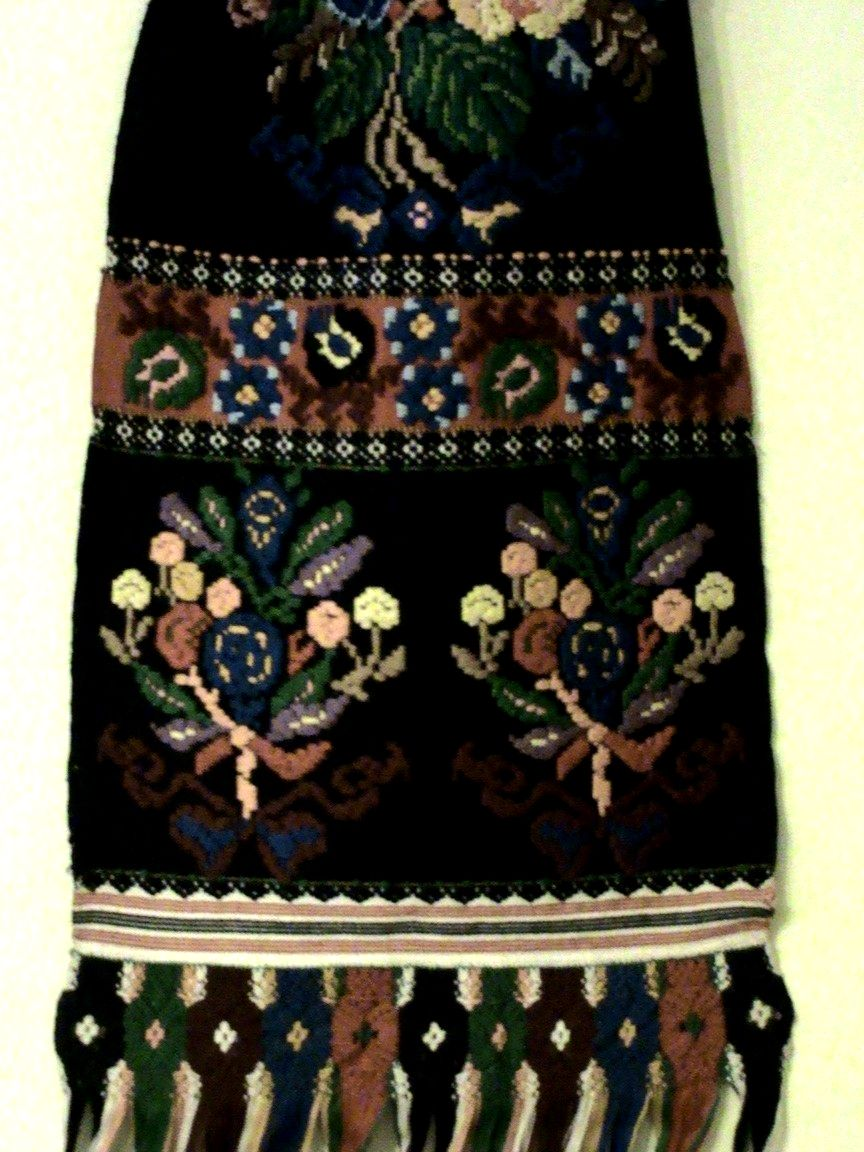
Chindeu „oacheş” din Racoviţa

Etnografia din Racovița se încadrează în tipologia specifică Țării Oltului, din regiunea Avrigului, având puține elemente de interferență cu Mărginimea Sibiului aflată în imediata apropiere. Așezarea prezintă o dispunere „de-a lungul văii”, cu o structură „îngrămădită” a ulițelor și gospodăriilor, prezentând de asemenea și o dispunere amestecată a caselor „de-a lungul drumului”. Construcțiile gospodărești au evoluat de-a lungul timpului în funcție de evoluția meșteșugurilor de la case din lemn la cele din piatră și terminând cu cele din cărămidă de tip urban, ridicate începând cu jumătatea secolului al XX-lea. În cadrul gospodăriei se disting elemente tradiționale ca poarta, portița, șura, fântâna, grădinuța și „tălchița”. Interiorul locuințelor se individualizează printr-o bogăție cromatică a modelelor florale prezente pe obiectele de podoabă reprezentative cum ar fi „chindeauă” (chindeie), căpătâie, ștergare, merindare și covoare. Meșteșugurile identificate în sat ca fiind elementele definitorii ale vieții localnicilor au fost printre altele fierăritul, zidăritul învățat de la sași, tâmplăritul sau „măsăritul” care o data cu înființarea Școlii inferioare de arte și meserii  din sat a dat adevărați meșteri populari în domeniu cum au fost Iosif Ignat și Ioan Udrescu, autorii porții monumentale de la intrarea în Muzeul Tehnicii Populare din Dumbrava Sibiului.
În sat la nivel istoric pot fi consemnate trei mori de apă „cu făcăi”: „Moara lu' Mihăilă”, „Moara lu' Raț” și „Moara lu' Comănean”. De asemenea în sat au mai existat teascuri de o tehnologie mai primitivă pentru obținerea uleiului de sâmburi și  pentru tescuirea fructelor și obținerea cunoscutului „liur” și „oțăt de mere”. Din cauza lipsei unor debite suficiente de apă, în Racovița tradițională nu au existat joagăre și nici pive sau dârste. Aceste instalații întâlnindu-se prin satele din jur și căutate ca atare.

## Tipologia așezării
Privind harta localității se constată cu ușurință o structură complexă a așezării, structură cu vatra alungită pe directiile nord/est - sud/vest și nord/vest - sud/est. Rețeaua stradală avea la sfârșitul secolului al XX-lea o lungime de peste 7km și ținând cont de numele celor două străzi (uliți) „Pe Vale'n Sus” și „Pe Vale'n Jos”, precum și dispunerea lor zonală, se poate spune că Racovița are caracterul unei așezări „de-a lungul văii”, gospodăriile fiind așezate pe ambele maluri ale râului care o traversează de la un cap la altul. Denumirea acestor uliți principale duce la perioada de „început” de formare a satului, când văile erau o formă înaltă a organizării administrative, militare și politice a localitățiilor românești.
„Ulița 'a Mare” și „Ulița Donului”, celelalte două străzi principale, care prezintă fronturi continue de clădiri, dau așezării caracterul de localitate „de-a lungul drumului”. Prezența unor hudiți (străzi înguste) care converg spre centrul satului, cu clădiri aglomerate, cum sunt: „Hudița Bisericii”, „Hudița lui Crișănuț” și „Hudița Piștii”, precum și alte uliți adiacente, dau Racoviței caracterul de așezare „adunată” sau „îngrămădită”, specifică localităților vechi.
Din cercetările făcute în trecutul istoric al Racoviței nu se poate spune dacă așezarea a mai avut și o altă vatră. Luând în calcul topominia localității și de analiza pe care C.Lupea a făcut-o în conscripția din anul 1765 referitoare la „partea iobăgită” a satului se constată existența unei părți de pădure denumită „Sylvae Ziliste dictae in Loco Pereu Zilisti” care se întindea pe terenurile agricole numite azi „La Poduri, în Față” și „La arinii ăi mari”. Ținând cont că „siliște”, un apelativ inexistent în graiul racovicean de azi, are sensul de „loc pe care a fost așezat un sat; vatră veche de sat", se poate lua în considerare ipoteza existenței unei alte „vetre” care să fi dispărut fără a lăsa urme.
De asemenea toponimul „Racovicioara” pe care-l poartă cel mai important afluent al „Văii Lupului” poate duce la ideea existenței timpurii a unei așezări permanente sau folosite de localnici numai în vremuri de restriște.

## Gospodăria tradițională

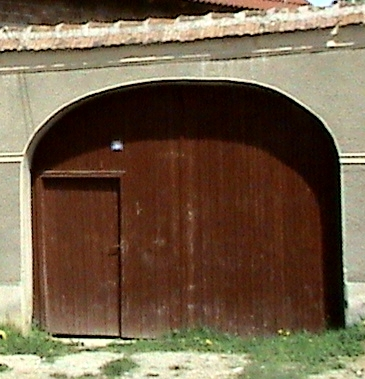
Poartă cu portiţă

Din punct de vedere etnografic, se poate considera că gospodăria racoviceană se încadrează în tipologia zonei Țării Oltului, regiunea Avrigului, având destul de puține interferențe ale Mărginimii Sibiului.
Cunoscută sub denumirea de „curte”, „hei” sau „fum”, gospodăria aparținea unei singure familii, delimitată strict de vecini, ea includea pe teritoriul său casa de locuit, curtea, dependințele gospodărești, „grădinuța” de flori și legume precum și grădina, toate formând un tot unitar. Curțile și întinderile lor sunt cunoscute doar din anul 1874, ele având formă dreptunghiulară, fiind așezate cu latura mică perpendicular pe ulița de acces.

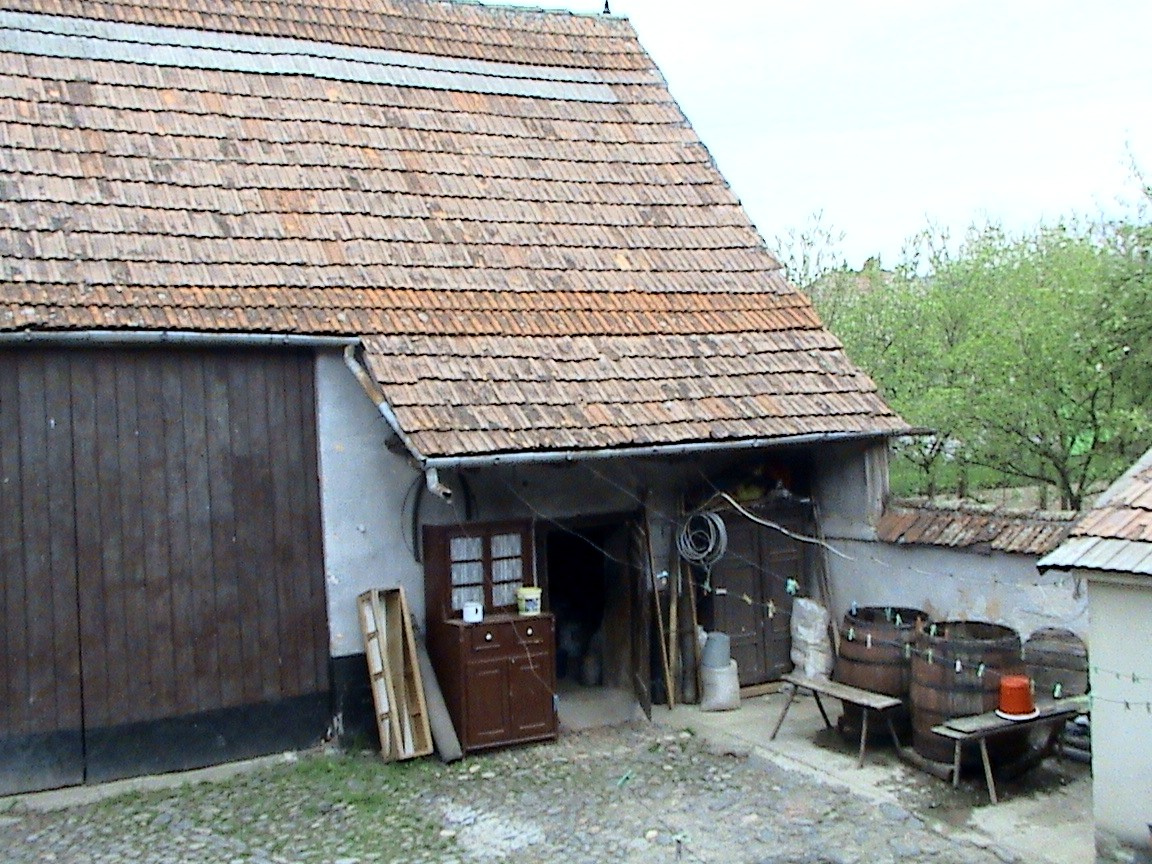
Şură cu grăjduţ

În linii mari, evoluția arhitecturii gospodăriei tradiționale racovicene a cunoscut următoarele perioade distincte:
- Perioada în care au predominat construcțiile din lemn care a durat până la sârșitul secolului al XIX-lea;
- Perioada 1900 - 1950 în care au predominat construcțiile din piatră și cărămidă, cu un singur nivel, tipice satului ardelean din această zonă etnografică;
- Perioada de sfârșit a secolului al XX-lea, când vechile case au fost reconstruite și modernizate într-o proporție covârșitoare, având toate atributele de locuințe urbane.

Indiferent de forma geometrică a proprietății, la o gospodărie elementele distinctive sunt: poarta, portița, grădina și împrejurimile, fântâna și clădirile, după cum urmează:
- Poarta de acces în curte, în stadiul său arhaic era confecționată din „răzlogi”, mai apoi din „leși” din nuiele sau scânduri dispuse orizontal, cu o singură aripă, joase, permițând astfel trecătorilor să privească în interiorul curții. Imediat când casele au început a fi construite din cărămidă, porțile au devenit înalte fiind, confecționate în două aripi.

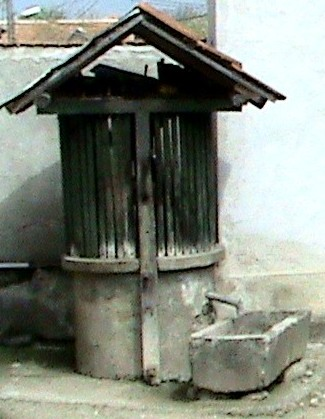
Fântână tradiţională

- Portița a fost de la inceputuri inclusă în poartă ca parte integrantă, ea permițând accesul oamenilor și al animalelor în curte fără a mai fi necesară deschiderea porții celei mari. Adesea se întâlnește lângă portiță cunoscuta „tălchiță”, confecționată dintr-o scândură bătută pe doi „pociumpi”(stâlpi din lemn), pe care căsenii și/sau trecătorii mai stau la „povești”.
- Grădina amplasată în spatele șurii, cu sau fără pomi fructiferi, găzduiește „jirezile” (clăile cu paie sau fân) precum și clăile de „coceni”. Tot în grădină își avea locul „plesnicarul” (groapa cu gunoi) și latrina. Deseori în grădină se amenaja și grădinuța în care se cultivau legumele.
- Împrejmuirea gospodăriei a cunoscut un proces evolutiv, de la gardul de mărăcini la cel de nuiele, fiind înlocuit cu „pălan” (gard) de scânduri, de „lați” (scânduri înguste).
- Clădirile cuprindeau:
  - „Căsuța”, numită local și „cugnă” sau „bacăză”;
  - Șura, cu unul sau două grajduri, în trecut unul din ele servea chiar de locuință, caz în care se numea „grăjduț”. Șura avea de asemenea componentele sale: aria, „șopru' ”, „feldăra” și „alașu' ”, „su' șopru' ”, „șopoteica”, „plesnicaru' ” și „coșaru' ” în care se păstra cucuruzul (porumbul) desfăcut de „foi”, precum și „polata” (cotețele pentru porci și păsări).
- Fântânile. Numărul lor, până la sfârșitul secolului al XIX-lea, era mic în raport cu numărul gospodăriilor. Acest lucru impunea ca procuratul apei menajere sau de băut să se facă direct din „Vale”(râu) sau de la puținele fântâni care existau în sat. Astăzi sunt puține gospodării care nu au fântâni propri, adâncimea lor fiind între 1m, pe „Vale'n Jos” și circa 20m „În Deal” și „Pe Râpă”. Fântânile au fost săpate de către meșteri locali cum au fost Gheorghe Foarcoș și Ilie Iancu, tipurile lor fiind: de suprafață cu sau fără „timei” (ghizdei), cu cumpănă, cu „sul” (val), cu „scripeț”, cu roată, cu pompă manuală și actual cu pompă electrică. În satul tradițional existau fântâni publice construite pe uliți, cum au fost: „Pe Ulița 'a Mare”, „La Marcu' Rusului”, „La Comșuț”, „Pe Hudița lu' Crișănuț”, „La Lina lu' Filon”, „Pe Hudița Bisericii”, „La Didu' Stoici”, „În Bălți”, „La Didu lu' Avram”, „Pe Vale'n Sus”, „La Romoluț”, „La Silea”, „La Chirilă”, „La Tănasa Teiului” și „La Rotundu' ”.

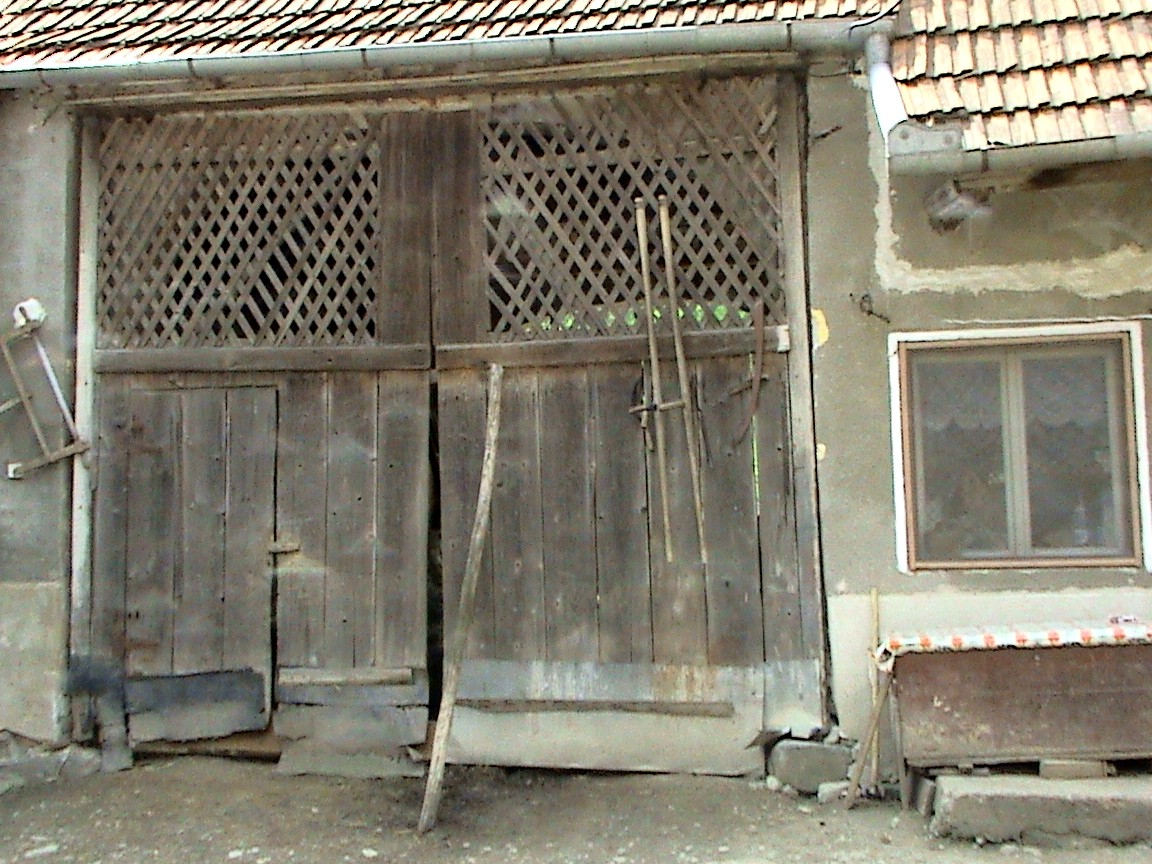
Poartă de şură, cu portiţă şi grăjduţ (dreapta)
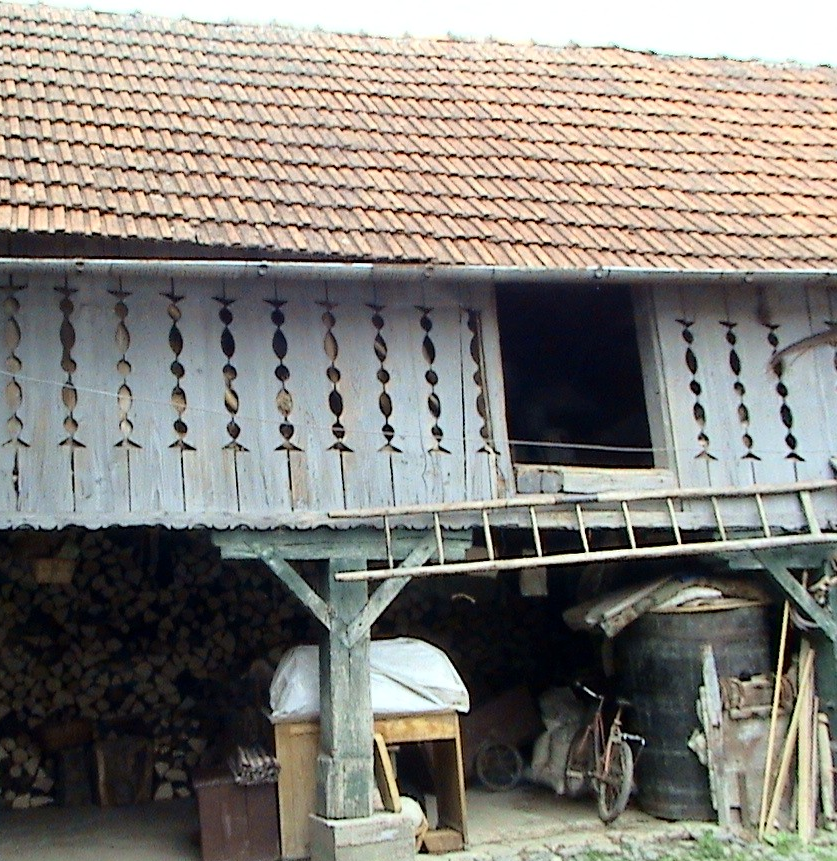
Su' șopru
Vițel de bubalină în grajd
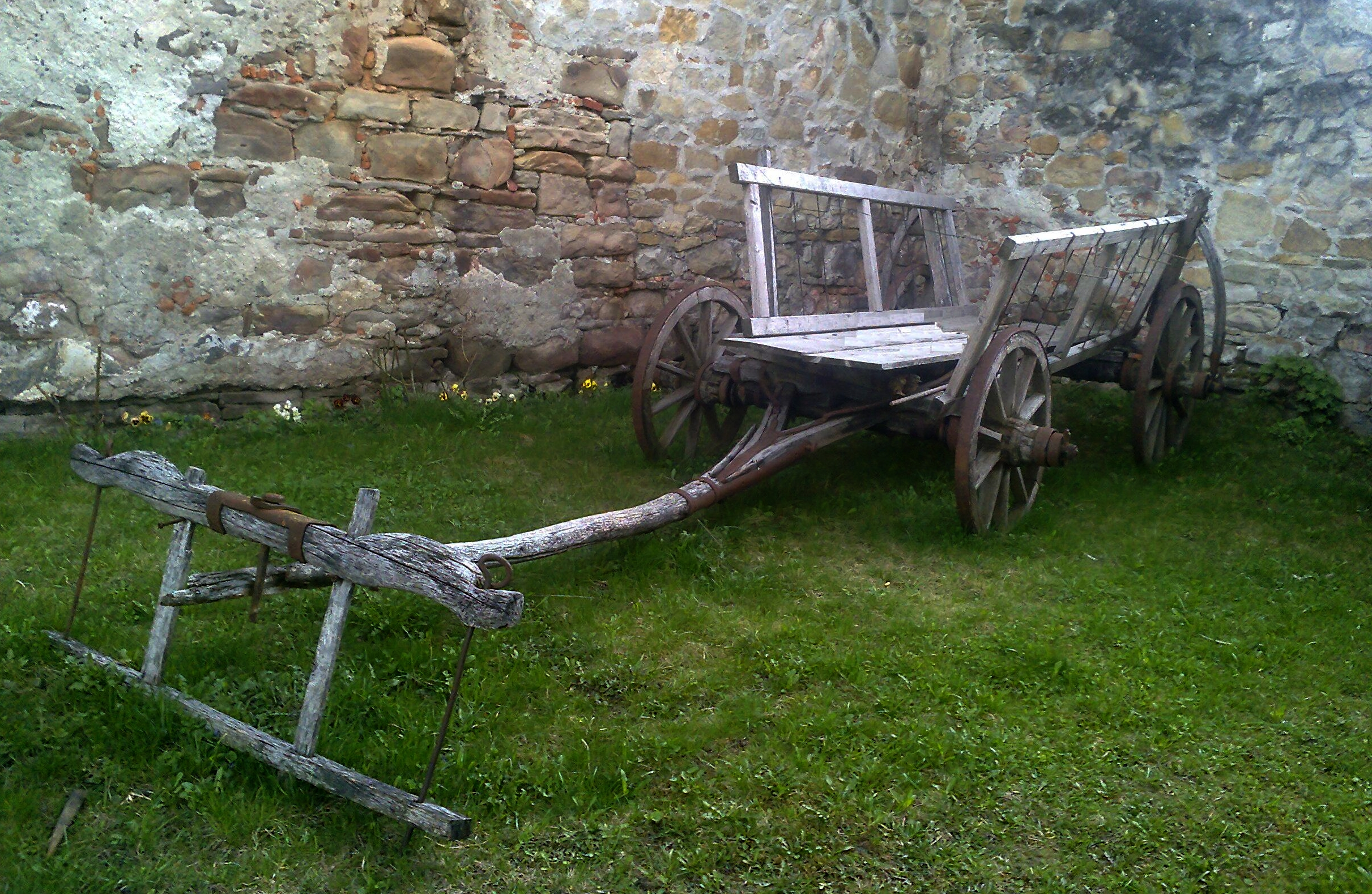
Car cu jug pentru înhămarea boilor sau bivolilor.

## Interiorul locuinței tradiționale

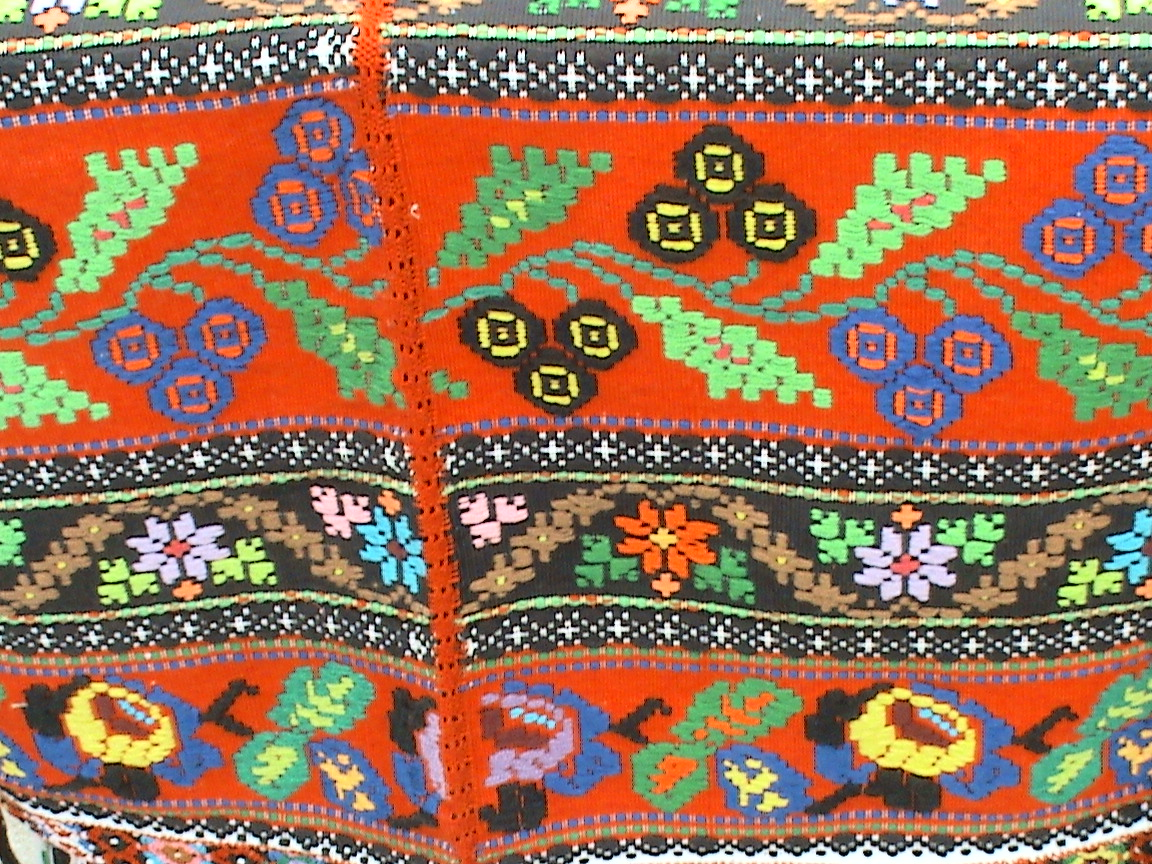
Faţă de masă înflorată

Majoritatea obiectelor de interior erau confecționate de către de "măsarii" (tâmplarii) satului. Acestea erau: patul cu sau fără "hobârlău" , "lăghițele", scaunele și "scăonencele", "lădoiul", blidarul, armăoaia și "cornoraru". Nelipsit era cuptorul cu vatră, înlocuit mai târziu cu "platul" cu sau fără "brotină" (cuptor), strămoșul sobelor actuale. Când locuința era formată dintr-o singură încăpere, în interior se mai găsea lada de zestre, polițe bătute sub grinzi zise "stălașul" precum și leagănul agățat în patru sfori de grindă.
De grinzi se prindeau cuierele cu "blide" (farfurii), căni și cupe de tot felul, de "pământ" sau "porțolan" (porțelan), adesea și "merindări" și "căpătâie". Pe pereți, în special pe cel dinspre uliță, alături de piesele textile de podoabă, "chindeauă" (chindeie) și merindări, sau încadrându-le, se așezau icoane, tablouri și fotografii de familie, oglinda și nelipsitul "ceas cu punți". Ferestrele, lipsite adesea de perdele, aveau puse pe "plimba" (pervaz) lor "oale" cu flori, din care nu lipseau mușcatele, urzica moartă, "limba soacrii" și uneori "țâtronul" (lămâiul).
Nelipsită din interiorul tradițional era "culmea", cu sau fără "merindări", câte un țol mai înflorat pus pe pereții lângă care erau așezate paturile. Piatra de rezistență în acest domeniu era "casa de dinăinte", respectiv încăperea în care nu se locuia în mod curent, destinată doar oaspeților "de vază", care era adevăratul muzeu de artă populară. Aici gospodina expunea atât pe pereți cât și pe patul "gătat" de sărbătoare tot ce avea mai de preț la capitolul țesături și nu numai:
„Luau ochii "oaspeților" fețele de masă și țoalele, chideauăle mai lungi ca cele obișnuite, mai înflorate și mai viu colorate prin "alesăturile" lor realizate prin diferite tehnici, covoarele, "turnurile" de "perini" (perne), care mai de care mai frumoase, prin "căpătâiele" lor, oferite larg la vedere, totul învăluit într-un suav miros de "tămâiță" și busuioc, împrăștiat peste tot de buchetele puse discret după icoane sau oglindă.”—C.Lupea

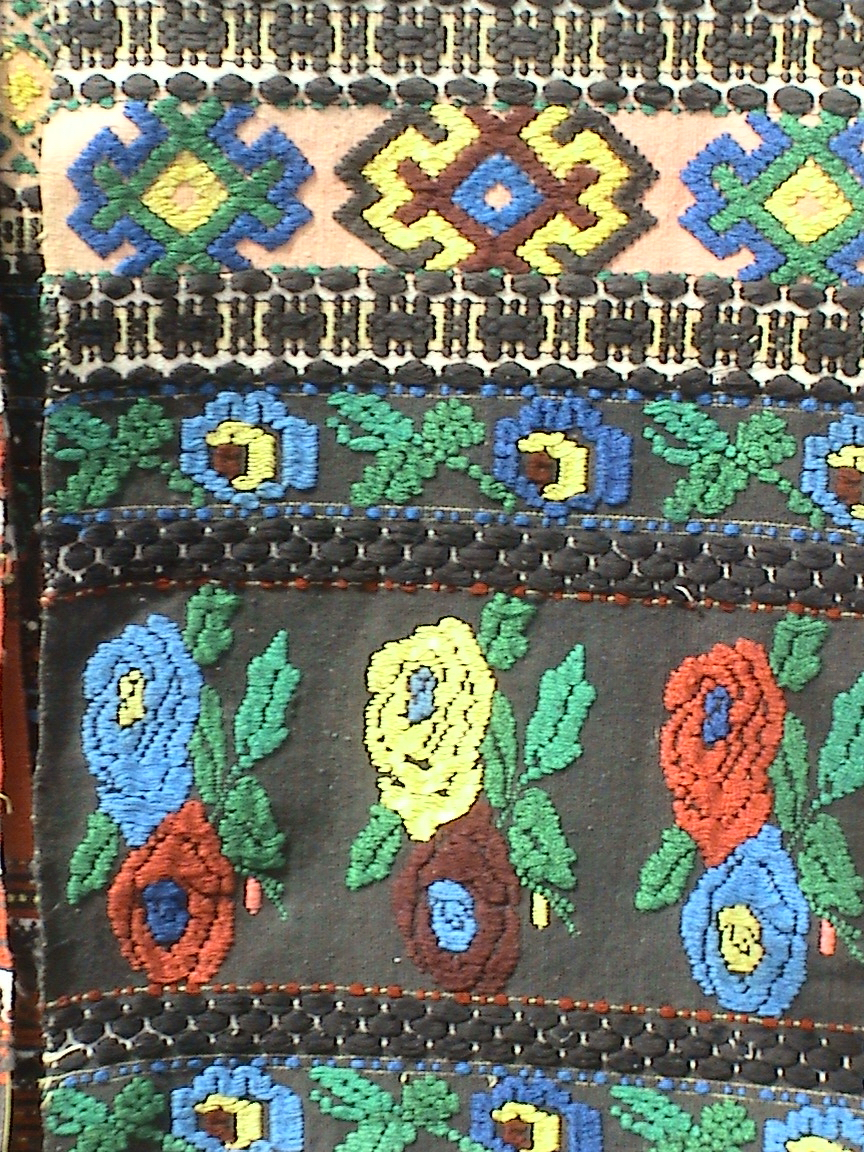
Chindeu (1)
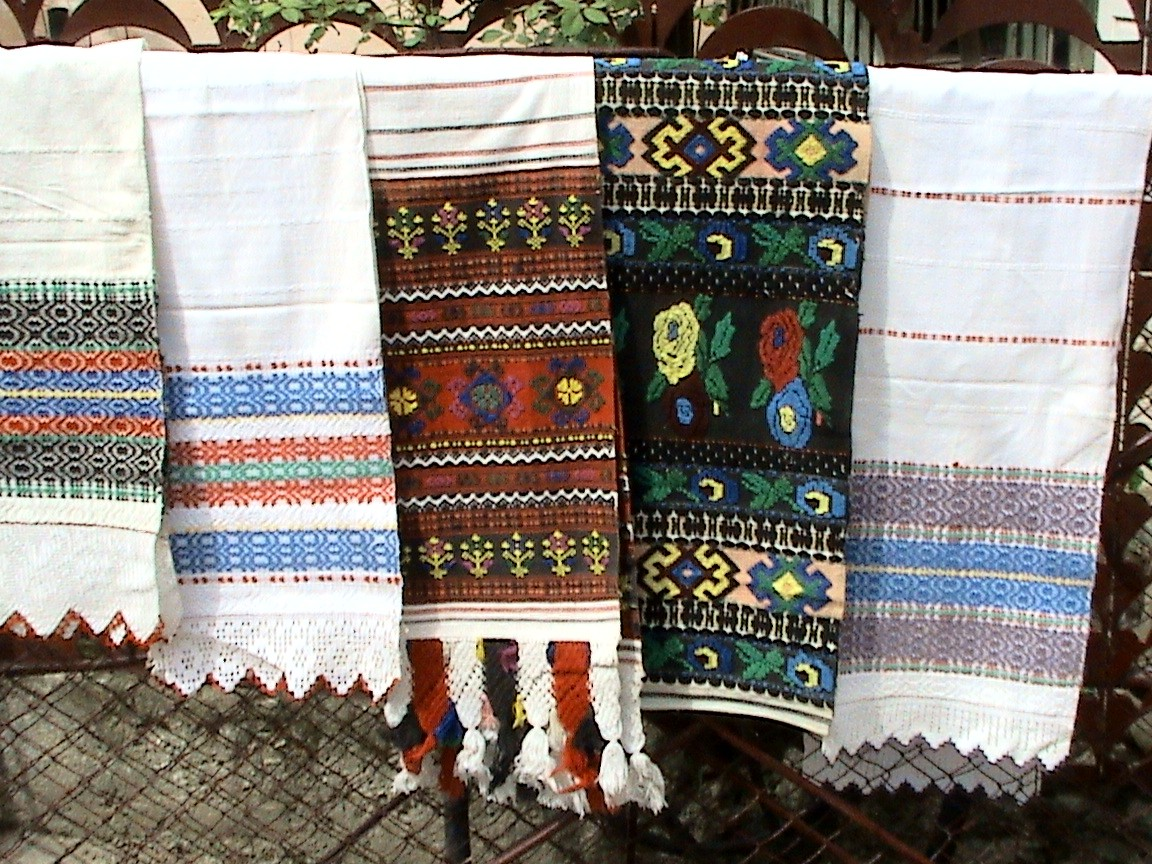
Chindeu (2)
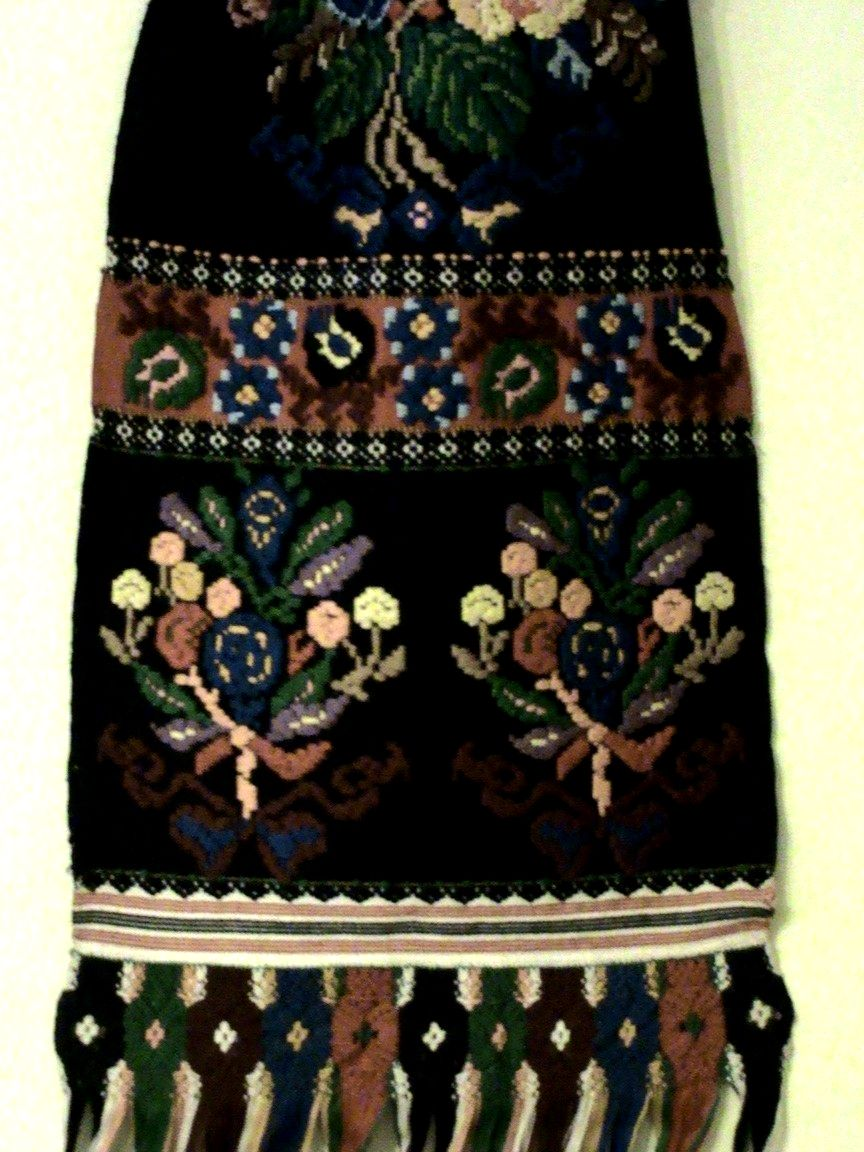
Chindeu (3)
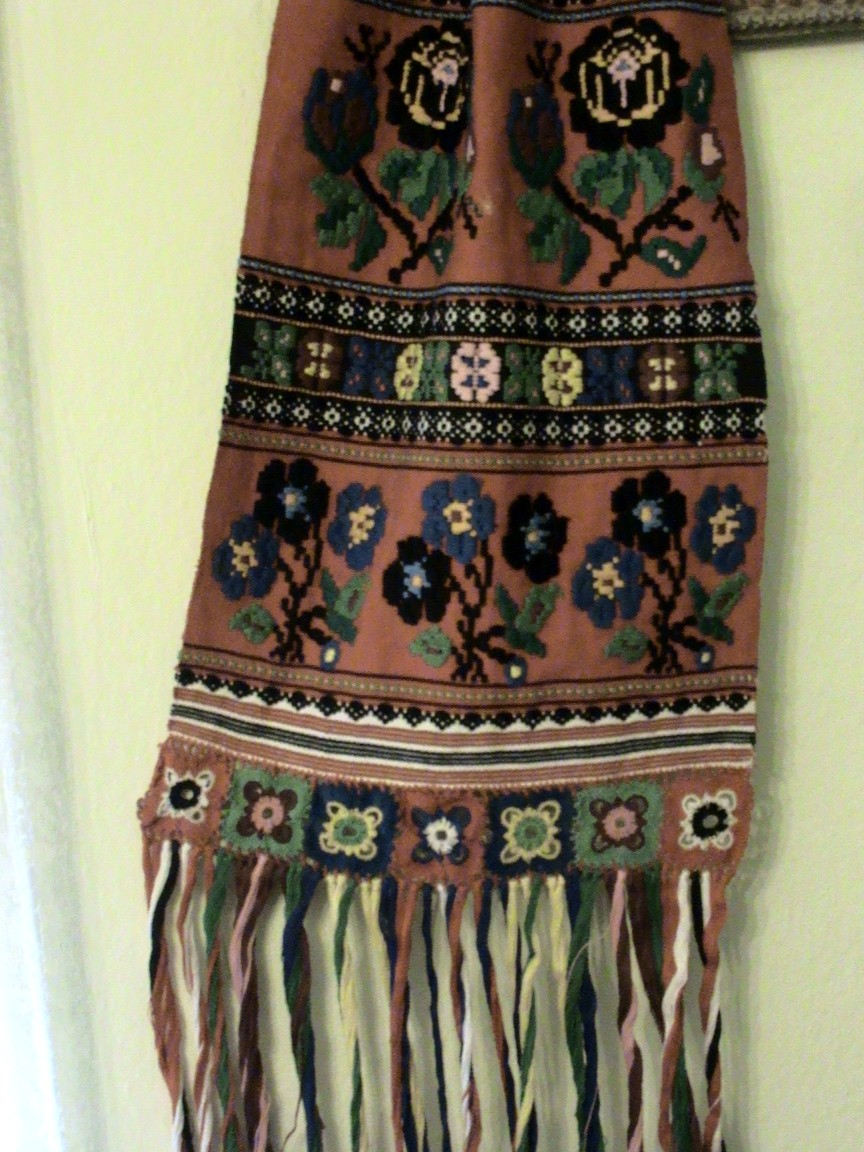
Chindeu (4)
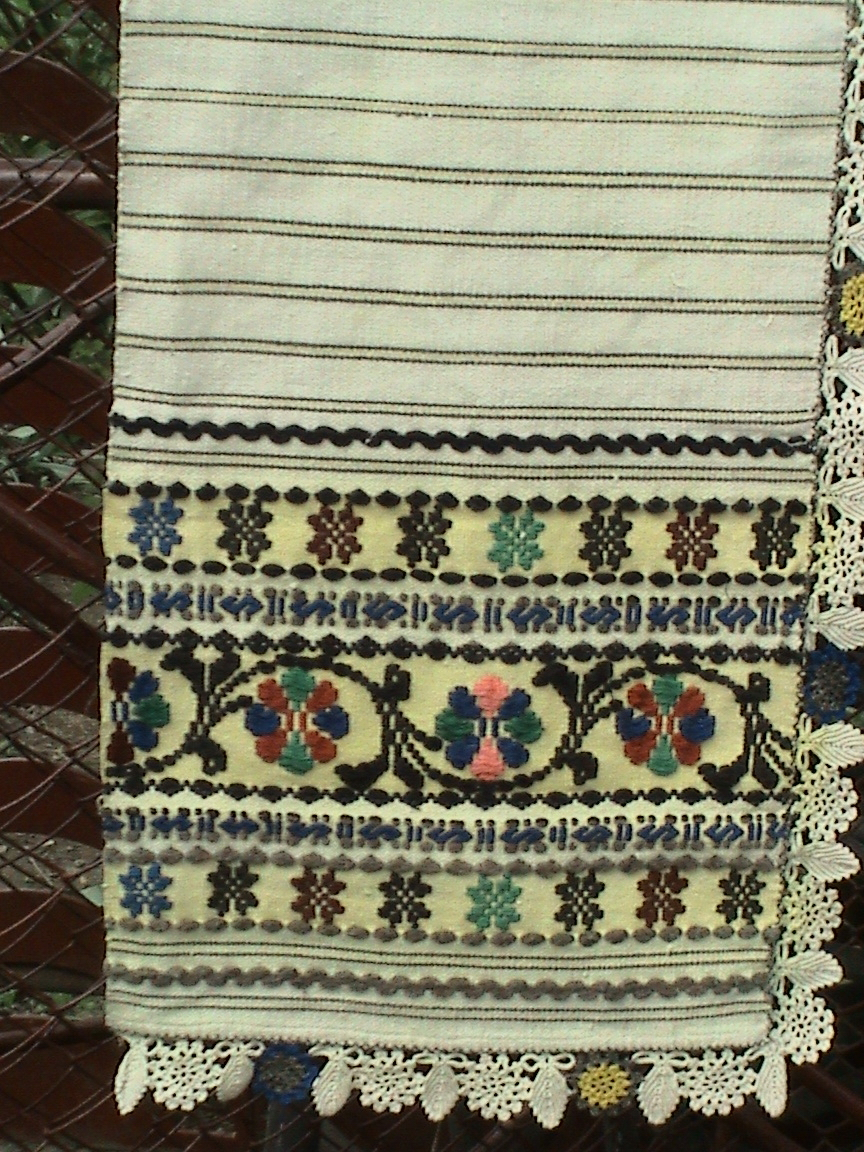
Faţă de pernă
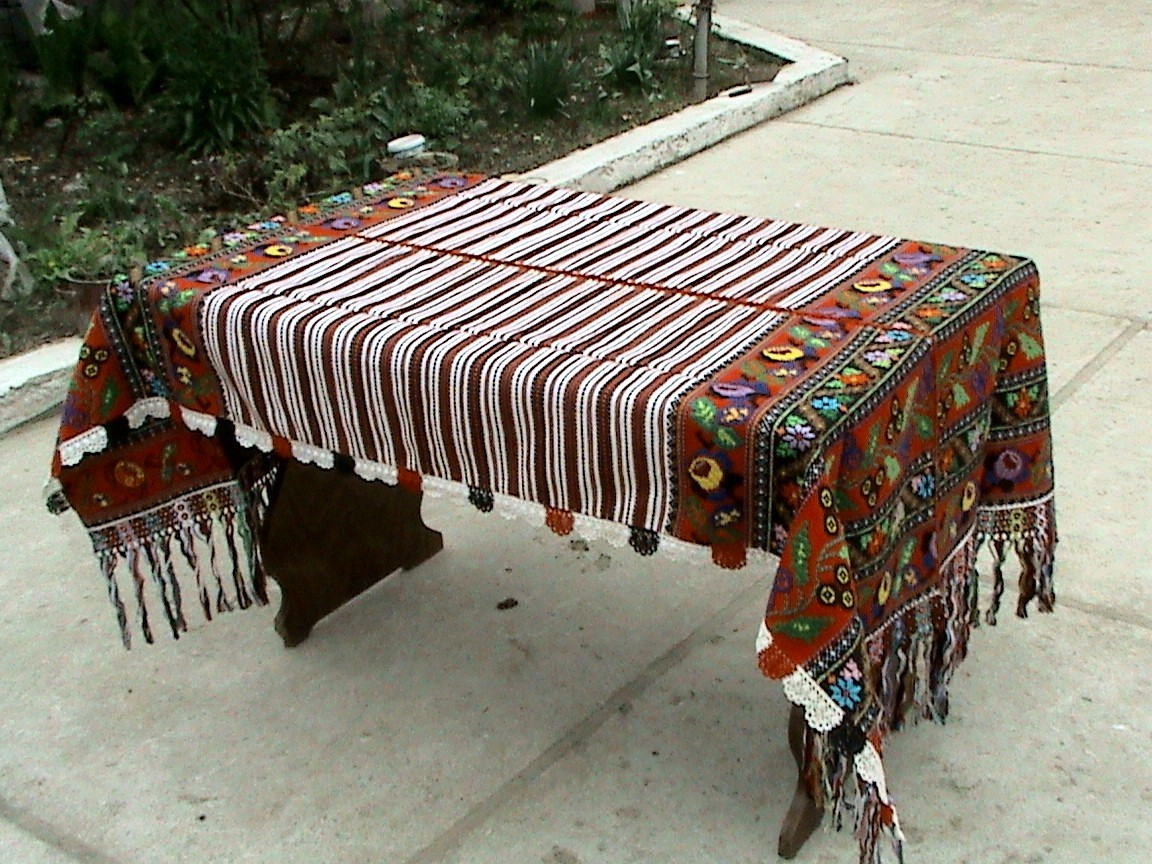
Faţă de masă (1)
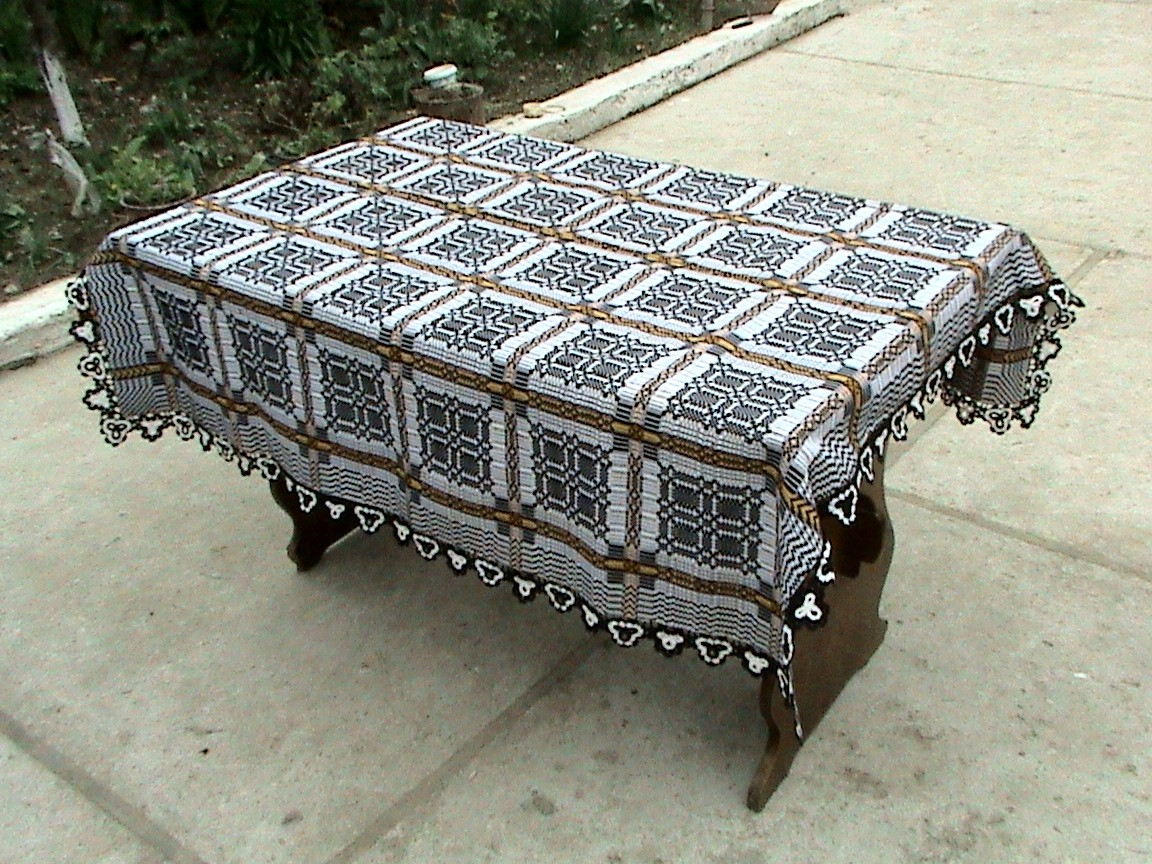
Faţă de masă (2)
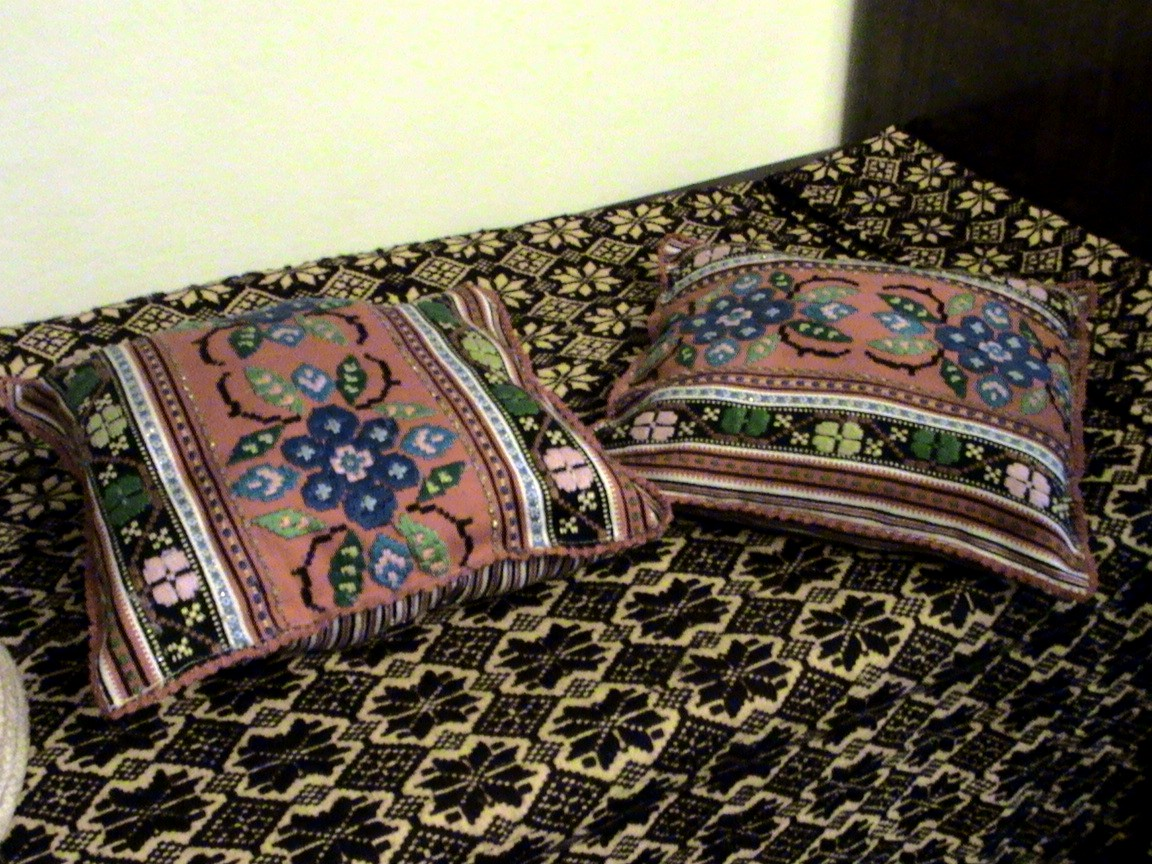
Perne aşezate pe un ţol tradiţional

## Meșteșuguri populare țărănești
În satul tradițional care a existat până la mijlocul secolului al XX-lea, după opinia lui C.Lupea, și-au desfășurat activitatea numeroși meșteșugari locali. Prin activitatea lor, practicată în majoritatea cazurilor în „golurile” muncilor agricole, ei satisfăceau diferite nevoi ale populației, meșteșugurile „furându-se” de la „maistări” locali și doar în cazuri rare de la alții din satele din jur sau din Sibiu. Plata serviciilor aduse nu se făcea în bani ci în contrapartidă cu alte produse sau servicii. Principalele meșteșuguri practicate în sat au fost:
Dogăritul și primul „botar” al Racoviței este menționat în anul 1750. Cel mai renumit ciubărar este Iosif Lazea din Munții Apuseni stabilit aici la sfârșitul secolului al XIX-lea și ai cărui urmași poartă supranumele de „ai dogarului”. În secolul al XX-lea, lucrări mărunte de dogărit le-au făcut Gheorghe Trif, Ioan Malea și un anume „Doagă” al cărui nume a rămas necunoscut, dar se știe despre el că era și jutar și ciurdar.
Dulgheritul, numit adesea și „bărdășit”, fiind strâns legat de „măsărit” (tâmplărie), precum și de zidărie, a fost foarte răspândit în sat. Exponenți ai acestei meserii au fost Ioan Gligor Popa (1858) și Ioan Doican.
Împletitul din nuiele și răchită era o îndeletnicire prin care racovicenii confecționau unele părți componente ale carului sau căruțului: „leși”, „funduri”, „șârigle”, coșuri, vârșe. Acest meșteșug era practicat cu precădere de către țiganii din „Capu' satului” și băieșii de pe „Vale'n Sus”. Dintre săteni s-a remarcat Gheorghe Foarcoș zis „Fîsu”.
Rotăritul s-a impus în meșteșugul local ca o necesitate ținând cont de faptul că până la sfârșitul secolului al XIX-lea roțile carelor nu erau „încălțate” cu „rafuri”, ceea ce ducea la o uzură rapidă a acestora. Uneori, rotarii, confecționau și dricuri, loitre, ruzi, rotile precum și unele părți lemnoase ale uneltelor agricole. Rotari vestiți au fost: Gheorghe Foarcoș, Nicolae Zdrenghea, Ioan Săbăduș, Iosif Sîrbu, Pamfir Haiduc, Ioan Malea și Vasile Vasiu. 
Rudăritul era apanajul băieșilor. Ei confecționau juguri, roabe, grape, „melințe” și frîngătoare, lăzi de făină, troci pentru pâine, trocuțe, furci, greble, uneori și jucării pentru copii. Fuse, linguri, mosoare, etc., erau făcute de către „regățenele” din Țara Loviștei. Rudari, băieși, vestiți au fost „Lia Damii”, „Mitiu' Rîpii” și Anghel Crucean.
Tâmplăritul, numit și „măsărit”, tâmplăritul a fost larg răspândit în sat, „măsarii” confecționând din cele mai vechi timpuri piese de mobilier țărănesc, uși, ferestre, porți, războaie de țesut, urzoaie, vărtelnițe, scaune, „lăghiți”, dar și căruțe, sănii, scări, etc. O mare răspândire a tâmplăritului s-a produs după ce Școala inferioară de arte și meserii din sat a început să scoată primii tâmplari „școliți” din istoria satului. Confirmare directă a talentului acestora stă monumentala poartă de lemn, care, după anul 1940 a străjuit intrarea pe teritoriul Uzinelor Mârșa și care în prezent are aceeași funcție la Muzeul Tehnicii Populare din Dumbrava Sibiului, începând din anul 1974. Meșterii care au făcut-o au fost Iosif Ignat și Ioan Udrescu.

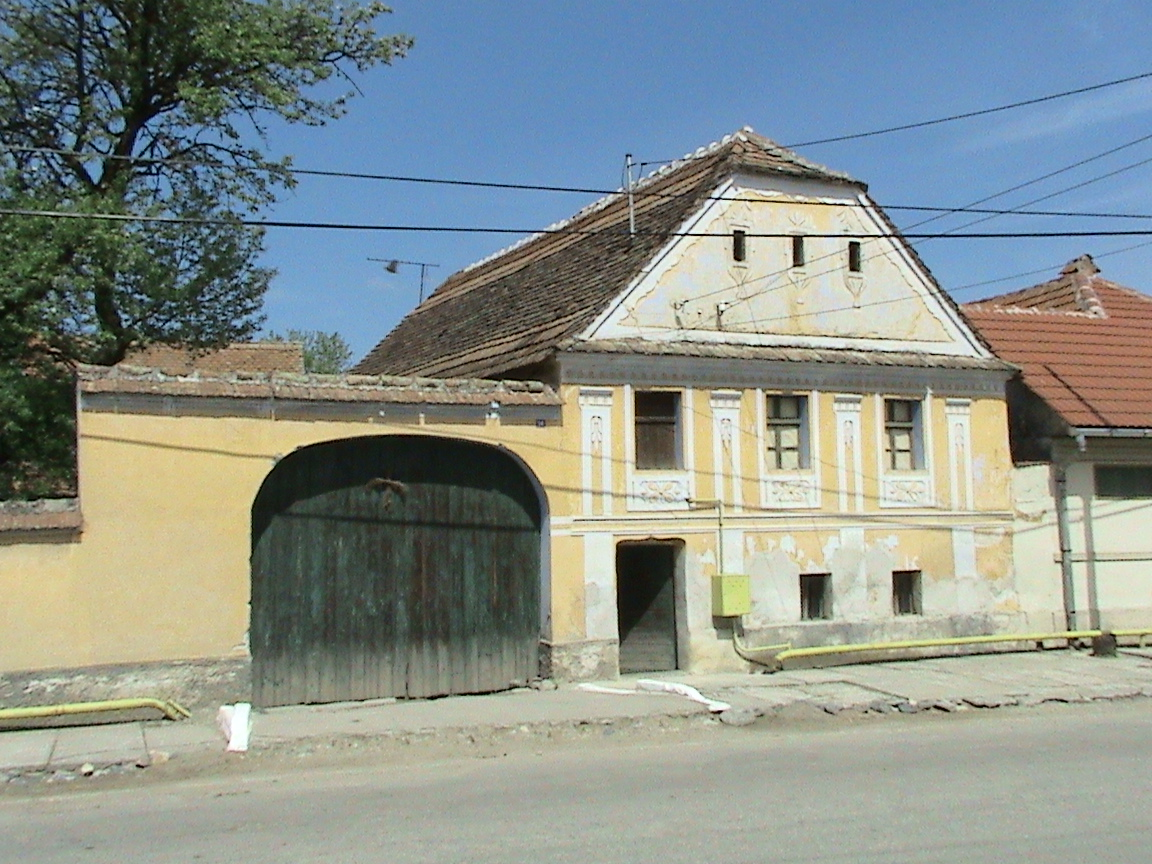
Casă dintre cele două razboaie mondiale

Zidăritul a fost o ocupație sezonieră a racovicenilor cu o tradiție îndelungată în sat și care a fost deprinsă de la sași. Prima mențiune despre zidăritul din Racovița este din anul 1820 când în actele Companiei a VII-a este menționat numele ucenicului zidar Moise Balea, care în 1847 era zidarul ei. Procesul de înlocuire a vechilor construcții din lemn cu cele de piatră și cărămidă început spre sfârșitul secolului al XIX-lea a dus la creșterea numărului de zidari, astfel încât aceștia după primul război mondial au devenit vestiți în împrejurimi și în special în Țara Oltului. Ca obicei inedit este de menționat înscrierea numelor meseriașilor pe frontispiciul clădirilor, pe „hoarnele” caselor, chiar și pe șuri. O dată cu modernizarea clădirilor din a doua jumătate a secolului al XX-lea, aceste inscripții au dispărut, numele lor rămânând însă în tradiția orală, cum ar fi: Ioan Doican, David Raț, Alexandru Gligor, Ioan Olar, Micolae și Iosif Limbășan, Iosif și Ioan Calin, Aurel Balea, David Murărescu, Ioan și Cornel Stoica, Ioan Ignat, Andrei Lazea, Iosif Sârbu, Nicolae Raț, frații Ioan și DionisieCalin, Dionisie Vasiu, Ioan Urs, Ioan Raț, Ioan Doican, Dionisie Doican, Simion Olar, Ioan Panga, Laurean Săbăduș, Ioan și Nicolae Mureșan.
Vărăritul a luat amploare pe măsură ce avântul construcțiilor din piatră și cărămidă după anul 1900 a necesitat cantități crescânde de var. Imediat după terminarea primului război mondial, protopopul Valeriu Florianu a inițiat deschiderea a două cuptoare de var în „Braniște”, pe „Părău' iezărilor” și pe „Părău' vărniții”. Din motive necunoscute meșteșugul a fost abandonat doar la câțiva ani de la meționarea sa.

Pieptar înfundat, arhaic

Tăbăcăritul și cojocăritul nu a fost o ocupație prea răspîndită în rândurile racovicenilor din cauza existenței în Mărginimea Sibiului din imediata apropiere a unor specialiști în domeniul prelucrării pieilor de animale. Totuși, în antroponimia locală, apare în anul 1827 numele de Timaru care indică noțiunea de tăbăcar. Tăbăcari cunoscuți apar spre sfârșitul secolului al XIX-lea, ca: Ioan Maxim, Constantin Comănean (Dinu), Daniil Ignat, Atanasie Căbunea și Ioan Bucur. Aceștia argăseau doar piei de miel, oi sau capre și confecționau căciuli, pieptare, cojoace și foarte rar opinci, șerpare și hamuri.
Cizmăritul a apărut în sat la sfârșitul secolului al XIX-lea o dată cu „încălțămintea domnească” sub formă de cizme, „păpuci” (ghete), sandale, pantofi, etc. Meseriașii cizmari purtau denumirea de „șustări” care inițial făceau doar reparații și mai apoi confecționau încălțăminte doar „la comandă”. Dintre cei care practicau acest meșteșug au fost frații Alexandru, Iosif și Petru Mureșan și Dionisie Fogoroș al cărui supranume era de „Șuștărelu' ”.
Funăritul a fost strâns legat de industria textilă din gospodăria tradițională. „Funari” locali ca „Teiu' lu' Rîpă” și David Stoica („Floierașu' ”) au deprins meseria la Râmnicu Vâlcea și confecționau funii de diverse întrebuințări, „hurduzane”, căpestre, „salbe”, bice, etc.

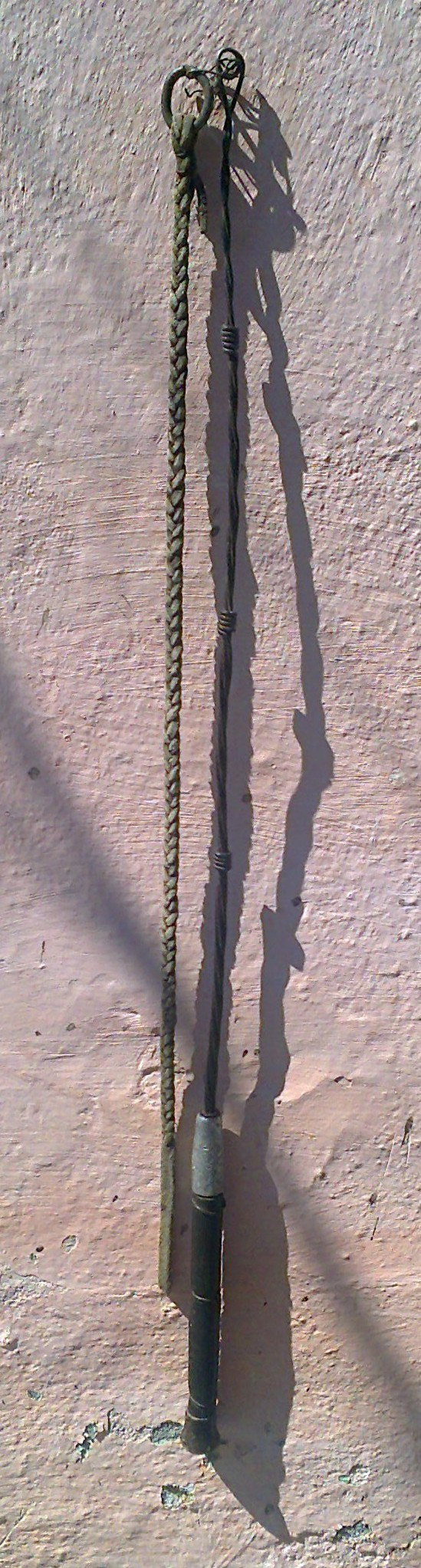
Bici
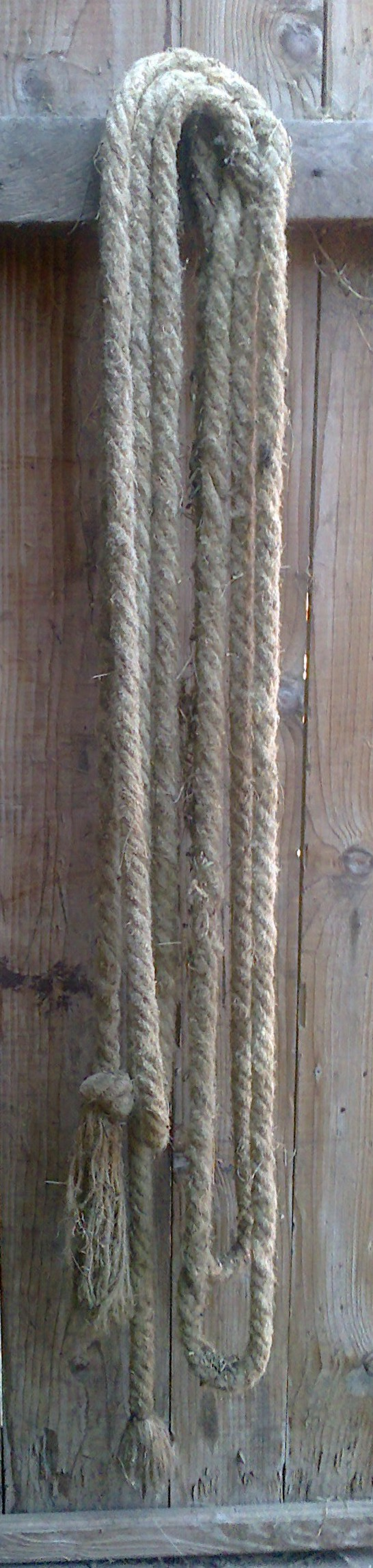
Hurduzău
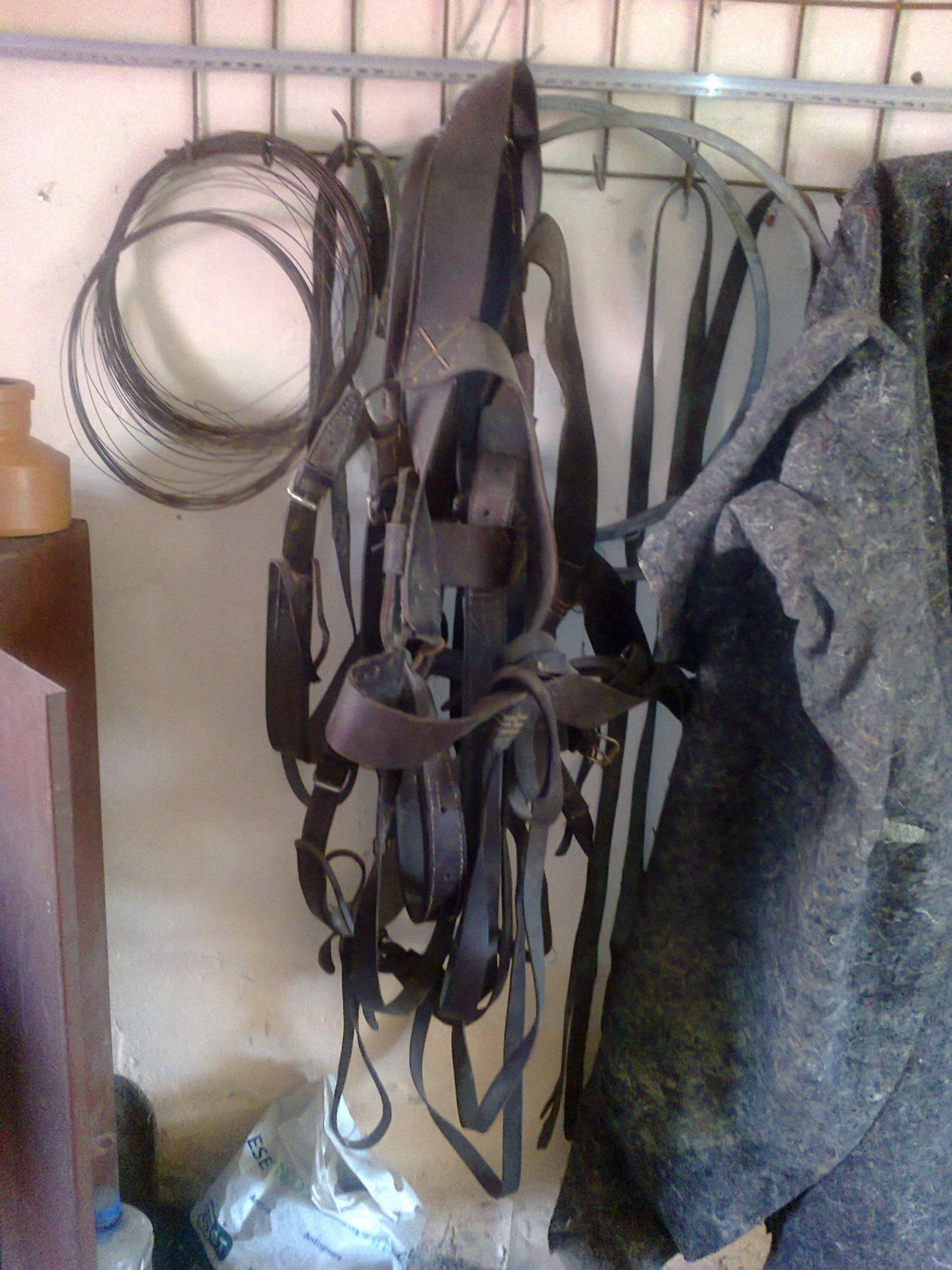
Harnaşament

Olăritul atât ca meșteșug cât și ca fenomen de cultură strâns legat de cotidianul locuitorilor, nu a fost atestat ca atare în viața satului. Trebuie menționat faptul că în antroponimia locală, numele de Olaru există din anul 1698.
Cărămidăritul a fost un meșteșug condiționat direct de apariția cărămizii arse ca material de construcție. El a fost practicat în mod curent de către anumite familii de țigani, printre care cele mai cunoscute sunt Bambu, Birghiu și Șandru. Pentru nevoi strict personale, s-au întâlnit uneori în sat și cărămidari ad-hoc proveniți din rândul familiilor mai nevoiașe, care-și confecționau cărămida fie în grădina proprie, fie la marginea satului în locurile numite „La Cărămizi”, „La Ferestar”" sau „La Iovici”.
Fierăritul este o ocupație străveche, practicată mai ales de către țigani în „făoriștile” sau „covăcile” propri. Astfel „țiganii” reparau în mod curent unelte agricole, pe unele chiar le confecționau, „legau” (ferecau) care și căruțe, „încălțau” roți, potcoveau vite și cai, etc. Cei mai vechi fierari cunoscuți în sat au fost „Radul faorul” și „Bunea faorul” încă din anul 1700. Pe timpul graniței militare fierarii satului erau la mare cinste, conducerea Companiei a VII-a având obligația să le asigure acestora locuințe. Fierari renumiți au fost cei care au purtat numele de Busuioc, Dobrin, Marin și Mordoșan, după cel de al doilea război mondial au fost reprezentanții familiilor Frunză și Herman, Francisc Szabo, Ștefan Nicula, Aurel Ritivoi și Ioan Murărescu.

### Galeria meșteșugarilor satului

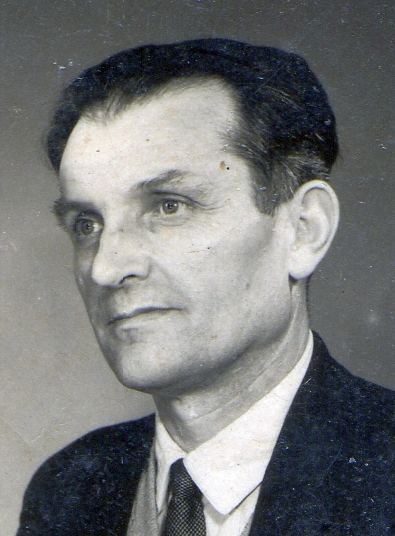
Ioan Urs, ultimul mare tâmplar în lemn al secolului al XX-lea

## Instalații tehnice țărănești

### Morile satului
Destinate a transforma grăunțele în făină, morile au luat locul râșnițelor și „chisălugurilor” acționate manual, care au existat până la sfârșitul secolului al XIX-lea. Conscripțiile localității, începând cu cea din 1698, menționează adesea iobagi care purtau numele de Moraru, nume care ar putea trimite la meșteșugul morăritului. Conscripția din 1721 - 1722 aduce însă precizarea că lângă sat exista o moară cu o singură piatră, cu un venit anual de 31 florini cuveniți judelui regesc. Conscripția din 1766 vine cu o completare cu privire la loc și la numele morarului: morarul Mihăilă de la moara de pe „Părău' Morii”. Această moară era deja deteriorată la momentul menționării sale, fapt care i-a determinat pe racoviceni să se adreseze Magistratului sibian cu rugămintea de a le permite construirea uneia noi în aval de Sebeșu de Sus. Ea a fost construită și a existat până la sfârșitul secolului al XIX-lea, numele ei rămânând în toponimia satului vecin sub denumirea „La Moara Racoviței”.
După înființarea graniței militare din anul 1765, în sat au fost construite trei mori care au funcționat până în anul 1851. În 1862, în sat, mai existau doar două mori. Pentru cea dispărută, tradiția orală a satului menționând că era la „Părău' Morii” și mecanismul prezenta un fus vertical, deci „moară cu făcăi”, ea fiind alimentată dintr-un lac de acumulare alimentat de „Părău' Morii” și un iaz ce venea din „Racovicioară”. Din spusele bătrânilor, capacitatea lacului asigura un măciniș „preț de un ceas”.
Celelalte două mori menționate în 1862, fiecare cu câte o singură piatră, cu roți verticale și admisie superioară, au fost următoarele:
- „Moara lu' Ghiță Raț ” era amplasată în amonte de „Podu' lu Barb”, pe locul respectiv existând azi un post de transformare. Moara era alimentată de un iaz lung de circa 300 m pornind de la „astupătura” formată în dreptul gospodăriei locuitorului Cornel Drăgoiu. Spre sfârșitul secolului al XIX-lea, moara a fost vândută fraților Nicolae și David Murărescu, care la rândul lor au vândut-o parohului Petru Florianu. După ceva vreme de la această ultimă vanzare, moara apare ca fiind în proprietatea unui sebeșan numit „Laia Călugărului”, motiv pentru care ea a rămas în tradiția orală sub numele de „Moara Călugărului”. După primul război mondial moara este în proprietatea lui Gligor Alexandru, purtând numele de „Moara lu' Ioncică”, pentru ca în preajma anului 1938, proprietarul s-o dezmembreze și s-o mute în centrul satului, electrificând-o, situație existentă și la începutul secolului al XXI-lea.

- „Moara lu' Comănean” a fost amplasată pe „Vale'n Sus” pe partea dreaptă a „Văii”, la capătul punții care o traversează. După 1862 aceasta a fost abandonată și mai apoi refăcută pe același loc în anul 1904.[30] Din anul următor a fost pusă în funcțiune, ea având două roți acționate de un debit de circa 170 litri/secunda de apă care provenea dintr-un iaz pornit din aval de „Podul lu' Barb”.

Ambele mori erau construite din piatră și cărămidă, randamentul lor fiind foarte mic, bătrânii amintindu-și că „sara băga-i în coș o feldără de boane și dimineața aveai făina gata măcinată”. În aceste mori se măcina doar porumb (cucuruz). Grâu nu s-a măcinat în sat decât începând din anul 1930 la o moară electrică adusă-n sat de Ștefan Nicula din Hașag, moară existentă și la sfârșitul secolului al XX-lea. Până în anul 1930, racovicenii măcinau grâul în satele vecine.

### Teascuri
Teascul pentru obținerea „uleiului de sâmburi”, folosit de gospodine în special la prepararea mâncărurilor de post, a fost folosit destul de puțin in Racovița. Singurul astfel de teasc a fost „La Gheorghea Stoică, „În Deal” ”, el fiind acționat manual. Frecvent racovicenii mergeau în Sebeșu de Sus pentru a obține prețiosul ulei.
Teascurile de fructe erau instalații rudimentare pe care le avea aproape orice gospodărie. Unele tipuri mai perfecționate au fost întâlnite la preotul satului și la Pamfir Haiduc, unde, în cantități mai mari se obținea cunoscutul „liur” și „oțăt de mere”.
Din cauza lipsei unor debite suficiente de apă, în Racovița tradițională nu au existat joagăre și nici pive sau dârste. Aceste instalații întâlnindu-se prin satele din jur și căutate ca atare.

## Industria casnică textilă
„Purtând pecetea economiei închise din epoca feudală, chiar și în primele decenii ale secolului nostru (secolul al XX-lea) gospodăria tradițională racoviceană și-a păstrat caracterul ei mixt, producând în sânul său toate cele necesare celor ai casei.”—C.Lupea

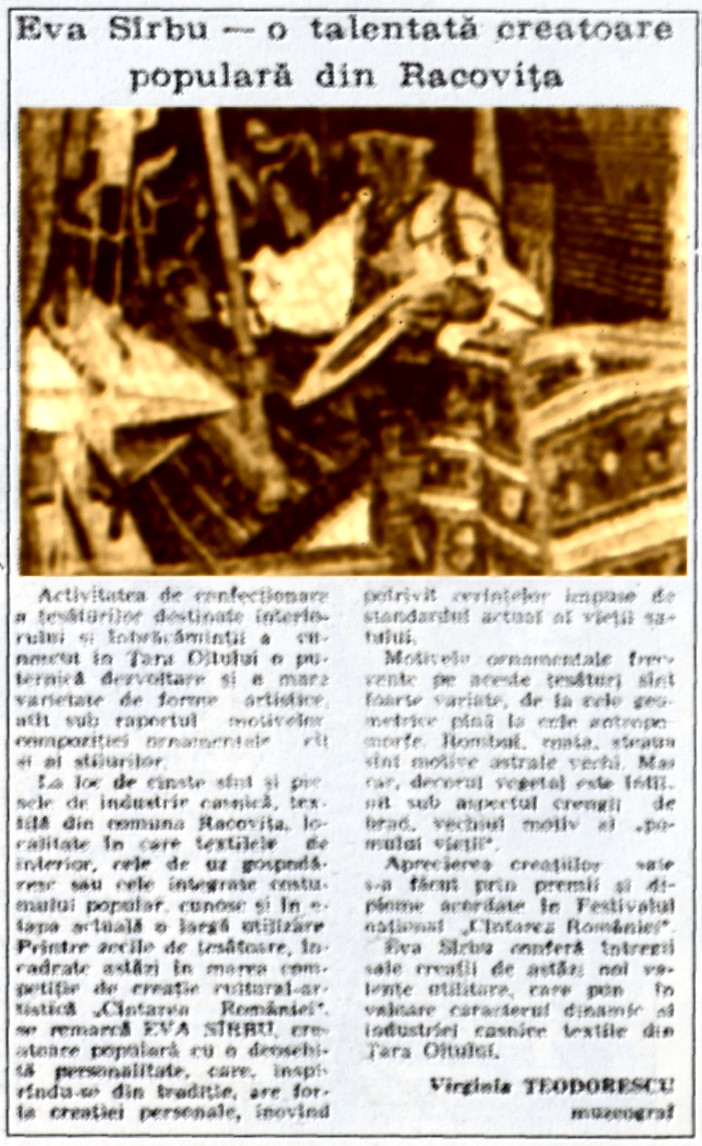
Eva Sârbu, creatoare populară

În perioadele de pauză dintre muncile agricole cum erau: „pusul”, „culesul”, „sapa” și „secera”, femeile confecționau  din cânepă și mai rar din in, țesături subțiri pentru uzul gospodăresc sau pânze  pentru port și pentru împodobirea interiorului casei. Țesăturile mai groase se făceau de obicei din lână. Spre sfârșitul secolului al XIX-lea au apărut în sat fibrele textile noi din bumbac sau cum li se spuneau în sat: „arniciul”, „mulineul” sau „haida”. În plus, acestuia, i s-au asociat fibrele industriale din lână cum ar fi: „părul”, „diamantul”, „berca” și „lânica”. Acestea din urmă au fost tot mai des folosite astfel încât au ajuns să fie predominant utilizate în confecționarea majorității elementelor de port sau podoabă. Un plus de strălucire l-a adus portului tradițional folosirea „sârmei” (beteala sau firul) cu precădere la țesutul „șurțelor” (șorțurile) și într-o mai mică măsură la piesele de podoabă destinate interiorului.
Potrivit tradiției orale din timpul graniței militare, din păr de capră se confecționau sacii de merinde, pentru ca la începutul secolului al XX-lea folosirea părului de capră să se restrângă, fiind folosit doar la confecționarea  băierilor pentru desagi sau la opinci, înlocuind „nojițele".
Industria textilă tradițională a intrat intr-un declin lent începând din deceniul IV al secolului al XX-lea, o dată cu pătrunderea în sat a fibrelor industriale de factură urbana precum și a unor țesături cum au fost: postavul, „satinul”, catifeaua, „giolgiul”, etc.

## Galerie imagini din șură

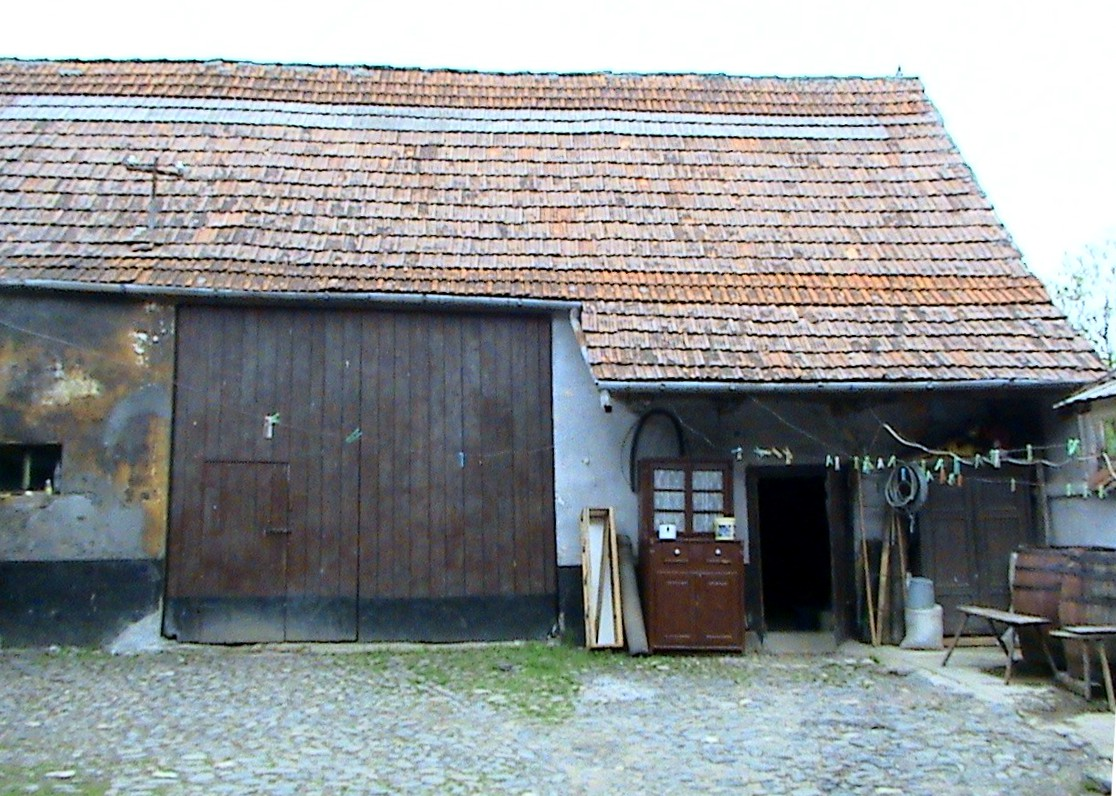
Șură
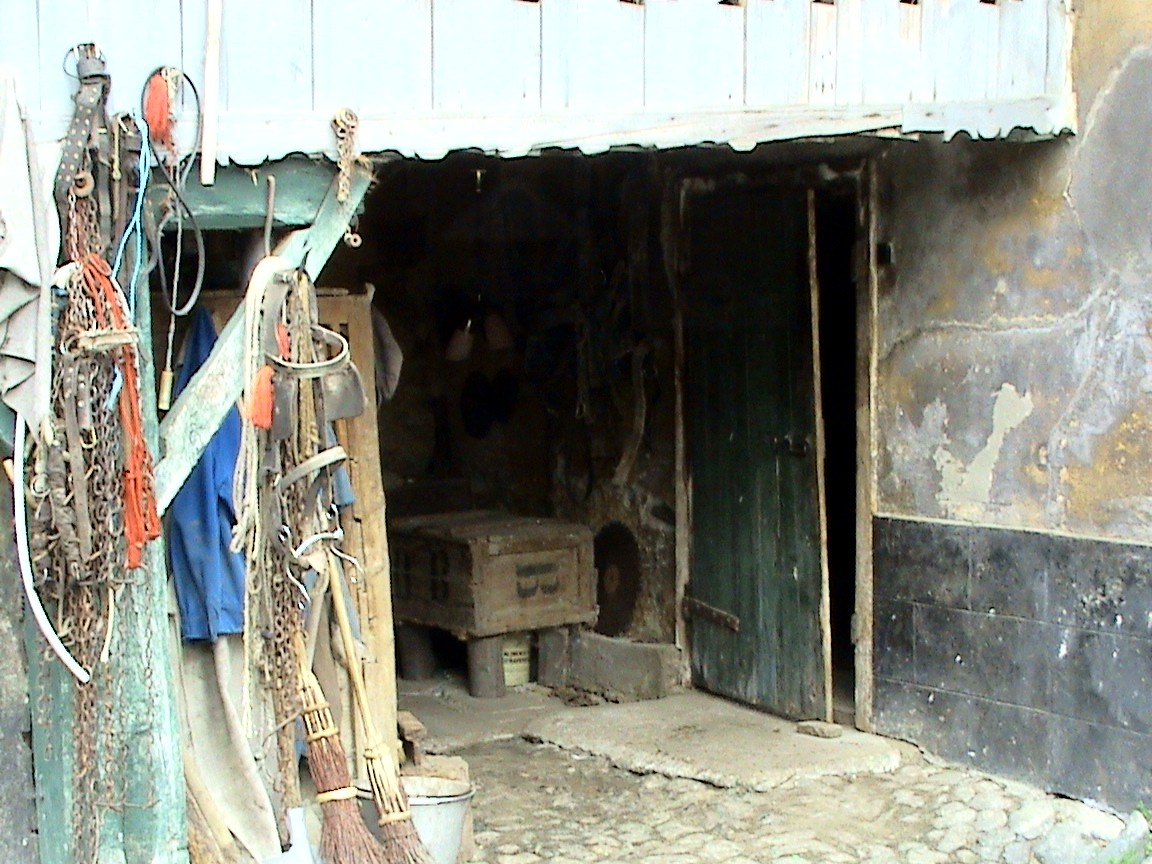
Grajd, parte din șură
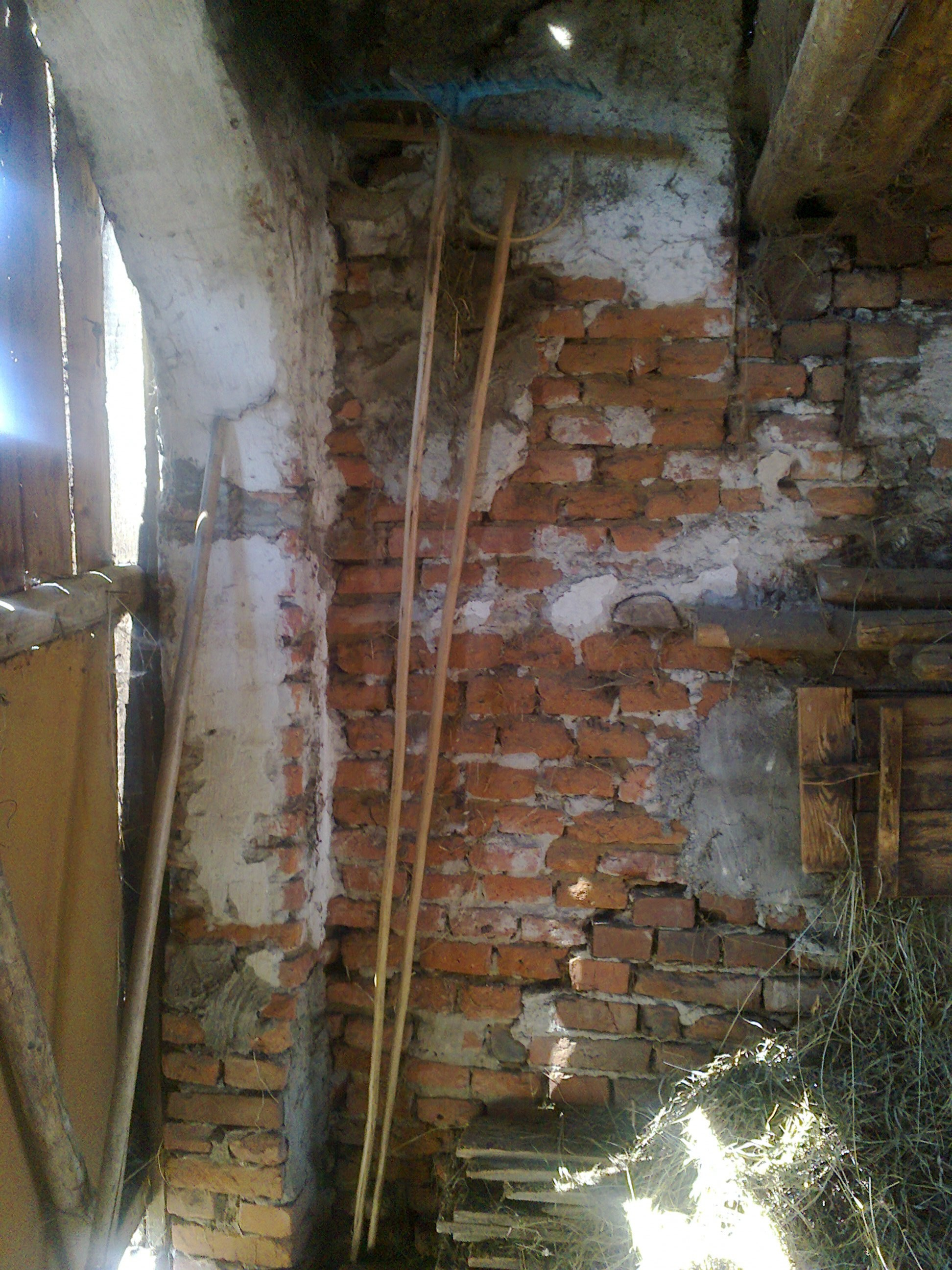
Greble pentru fân
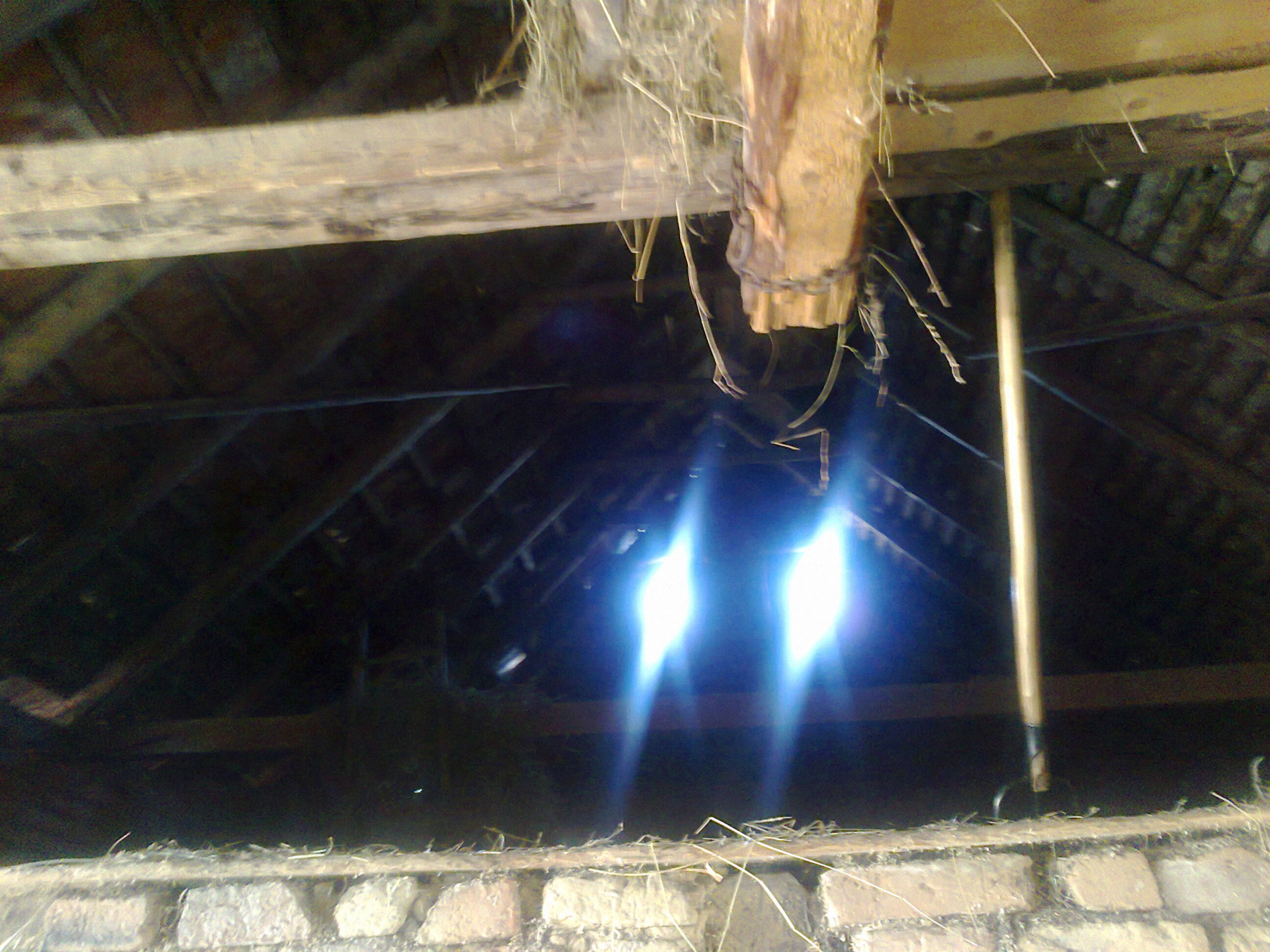
Podul şurii
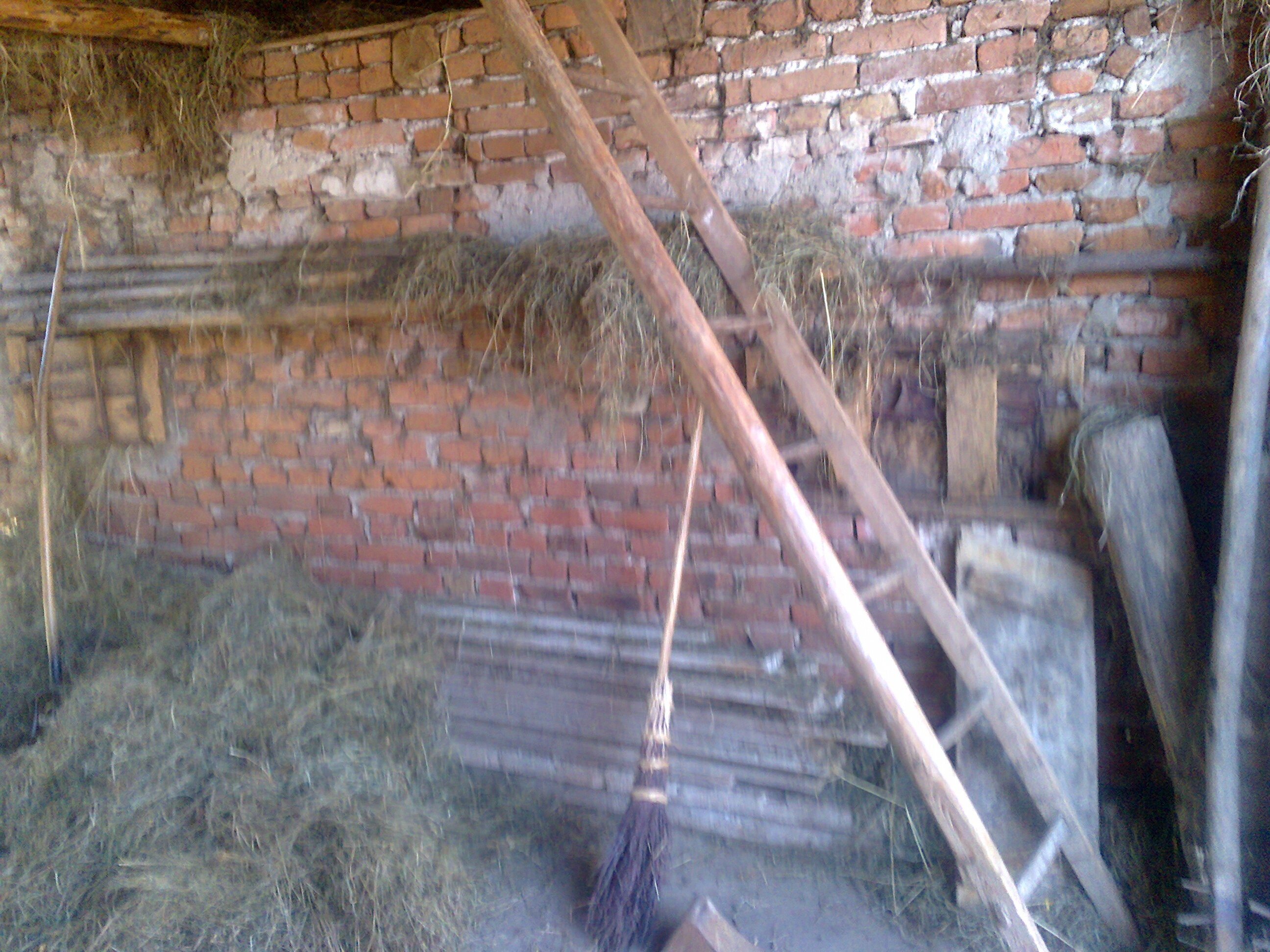
Măturoi şi scară
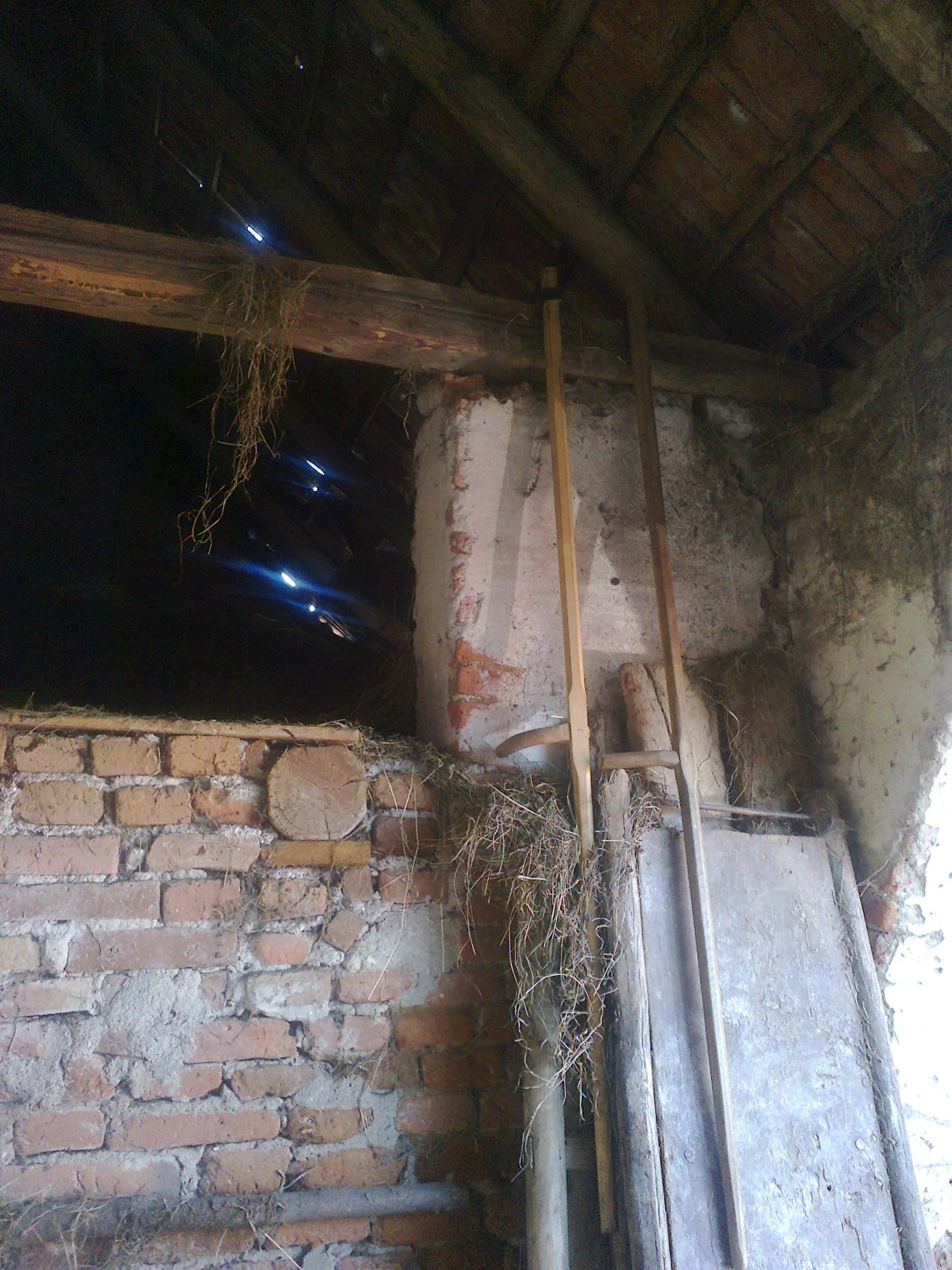
Coase
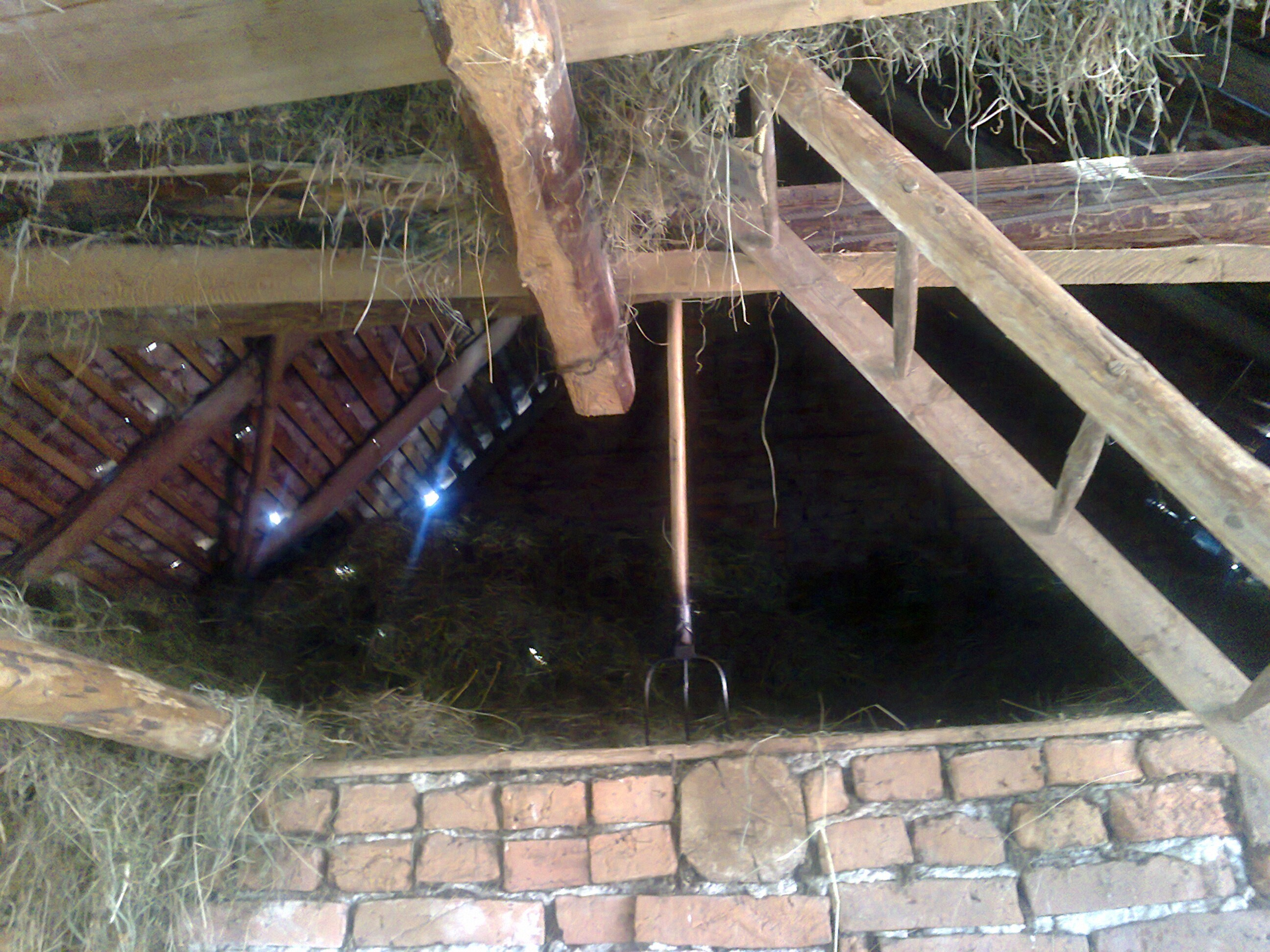
Scară şi furcă în podul şurii
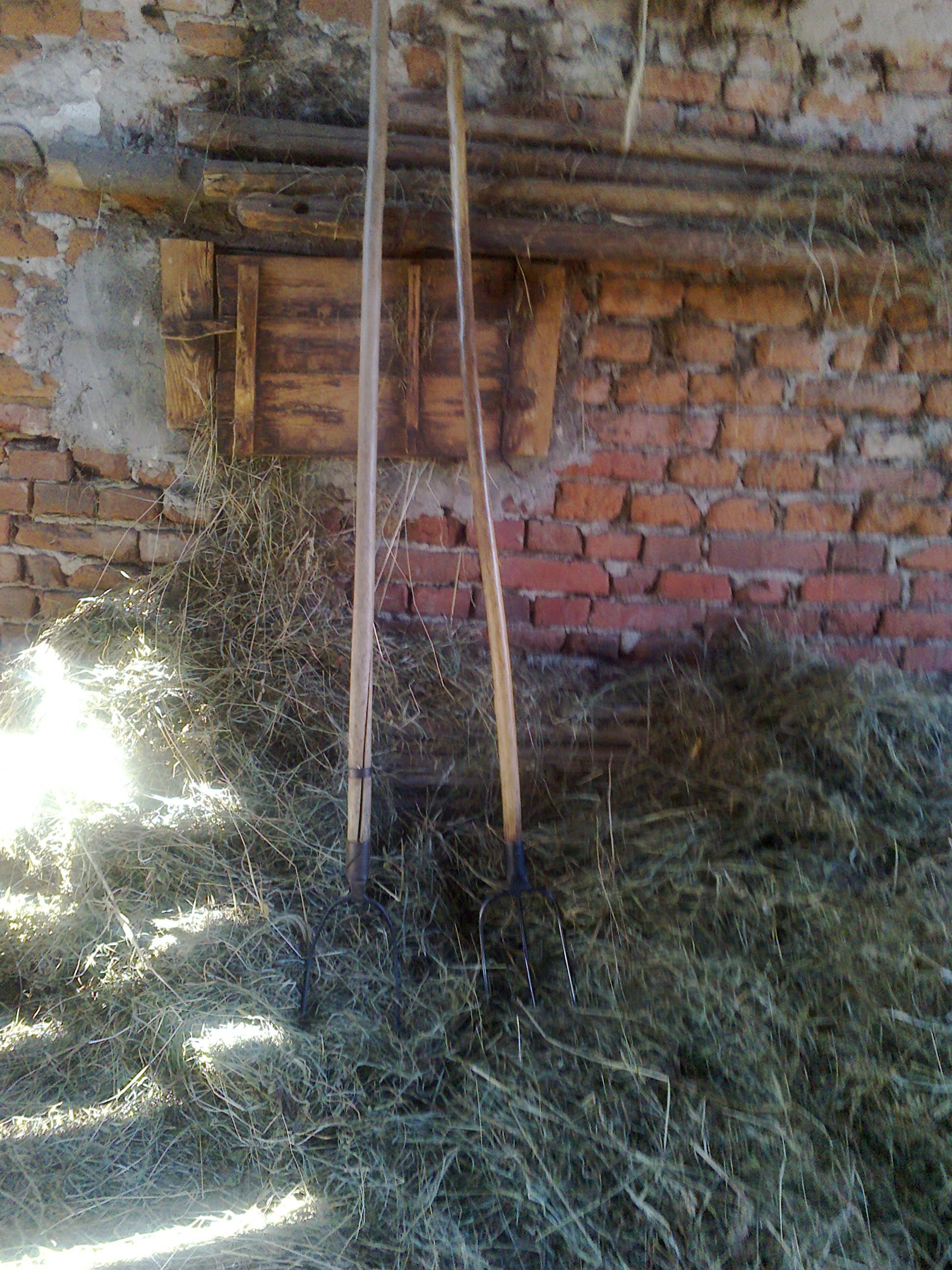
Furci pentru fân